# Luanda
Luanda OTE é a capital e a maior cidade de Angola. Localizada na costa do Oceano Atlântico, é também o principal porto e centro económico do país. Constitui um município subdividido em seis distritos urbanos e é também a capital da província homónima. Foi fundada a 25 de Janeiro de 1576 pelo fidalgo e explorador português Paulo Dias de Novais, sob o nome de "São Paulo da Assunção de Loanda".
Contava, em 2018, com uma população de aproximadamente 2,5 milhões de habitantes, o que a torna a sétima mais populosa cidade lusófona do mundo, atrás apenas de São Paulo, Rio de Janeiro, Brasília, Salvador, Fortaleza e Belo Horizonte, todas no Brasil — e, efectivamente, a segunda mais populosa capital lusófona do mundo, à frente de Maputo e Lisboa. Se considerada a Região Metropolitana de Luanda, em 2015 sua população seria quase 4,5 milhões de habitantes.
As indústrias presentes na cidade incluem as de transformação de produtos agrícolas, produção de bebidas, têxteis, cimento, recentemente fábricas de montagem de carros, materiais de construção, plásticos, metalurgia, cigarros e sapatos. O petróleo, extraído nas imediações, é refinado na cidade, embora a refinaria tenha sido várias vezes danificada durante a guerra civil que assolou o país entre os anos de 1975 e 2002. Luanda possui um excelente porto natural, sendo as principais exportações o café, algodão, açúcar, diamantes, ferro, sal, cobre, ouro, trigo e milho.
Com um perfil extremamente cosmopolita, os habitantes de Luanda são, na sua maioria, membros dos grupos étnicos ambundos, congos e ovimbundos, existindo frações relevantes de todas as origens étnicas angolanas. Existe uma população de origem europeia, constituída principalmente por portugueses, estimada em cerca de 400 mil pessoas. Há também uma importante comunidade chinesa estimada em 67 mil. A língua oficial e a mais falada é o português, sendo também faladas várias línguas africanas. Luanda foi a principal cidade a acolher os jogos do Campeonato Africano das Nações 2010.

## Etimologia
A cidade ganha o nome através da sua ilha (Ilha de Luanda), local onde os primeiros colonos portugueses se radicaram. O topónimo Luanda provém do étimo lu-ndandu. O prefixo lu, primitivamente uma das formas do plural nas línguas bantas, é comum nos nomes de zonas do litoral, de bacias de rios ou de regiões alagadas (exemplos: Luena, Lucala, Lobito) e, neste caso, refere-se à restinga rodeada pelo mar. Ndandu significa valor ou objecto de comércio e alude à exploração dos pequenos búzios colhidos na ilha de Luanda e que constituíam a moeda corrente no antigo Reino do Congo e reino do Ndongo em grande parte da costa ocidental africana, conhecidos por zimbo ou njimbo.
Como os povos ambundos moldavam a pronúncia da toponímia das várias regiões ao seu modo de falar, eliminando alguns sons quando estes não alteravam o significado do vocábulo, de Lu-ndandu passou-se a Lu-andu. O vocábulo, no processo de aportuguesamento, passou a ser feminino, uma vez que se referia a uma ilha, e resultou em Luanda.
Outra versão para a origem do nome refere que o mesmo deriva de "Axiluandas" (homens do mar), nome dado pelos portugueses aos habitantes da ilha, porque quando aí chegaram e lhes perguntaram o que estavam a fazer, estes responderam "uwanda", um vocábulo que em quimbundo designava trabalhar com redes de pesca.

## História

### Da fundação à dominação neerlandesa

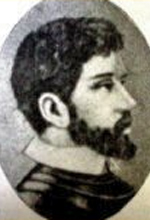
Paulo Dias de Novais, o primeiro capitão-governador de Angola

Quando os portugueses chegaram à região onde hoje se localiza a cidade de Luanda, esta era parte integrante do reino do Ndongo, tributário do reino do Congo, e era especialmente importante por ser uma zona produtora de nzimbo, uma pequena concha com valor fiduciário.
Respondendo a um pedido de envio de missionários feito aos portugueses pelo rei Ndambi a Ngola do Ndongo em 1557, no dia 22 de Dezembro de 1559 zarparam de Lisboa três navios com um emissário do rei de Portugal, Paulo Dias de Novais, e dois padres jesuítas, Francisco de Gouveia e Agostinho de Lacerda. Chegados à barra do Cuanza no dia 3 de maio de 1560, a missão portuguesa foi recebida com hostilidade e desconfiança pelo novo rei do Ndongo, Ngola Kiluanje kia Ndambi, que os encarou como agentes do rei do Congo, mandando-os aprisionar. Mais tarde, com a promessa de conseguir apoio diplomático e militar português, Paulo Dias de Novais teve permissão para regressar a Portugal.
Na sua segunda viagem a esta região, Paulo Dias de Novais partiu de Lisboa no dia 23 de Setembro de 1574, acompanhado por mais dois padres da Companhia de Jesus, tendo chegado à Ilha de Luanda em Fevereiro de 1575, aportando com dois galeões, duas caravelas, dois patachos e uma galeota. Aí estabeleceu o primeiro núcleo de colonos portugueses: cerca de 700 pessoas, onde se encontravam religiosos, mercadores e funcionários, bem como 350 homens de armas.

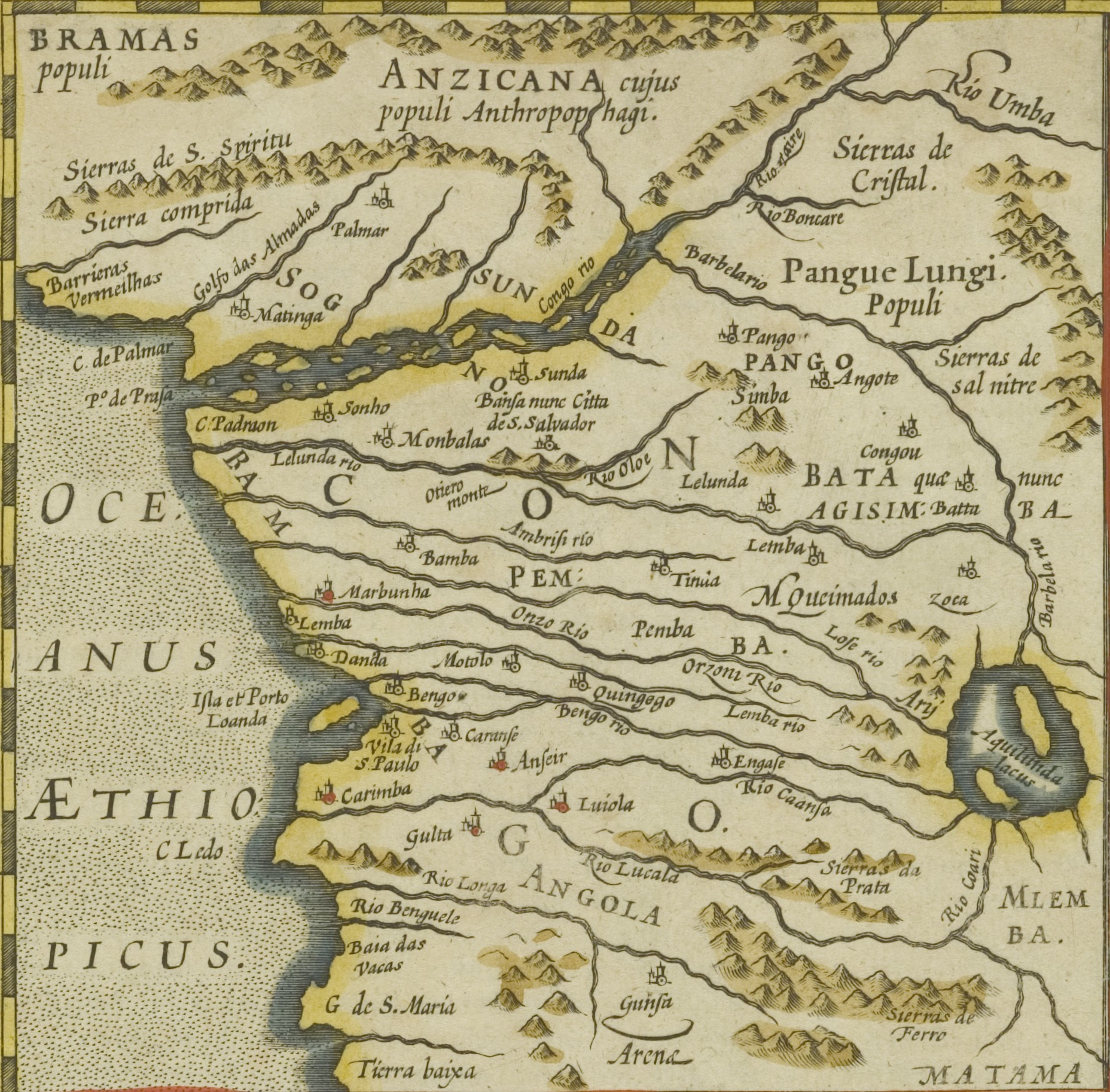
A Ilha de Luanda num mapa de Gerardo Mercator (ca. 1623).

A Ngola Kiluanje kia Ndambi tinha entretanto sucedido a Njinga Ngola Kilombo kia Kasenda, discípulo do padre Francisco de Gouveia que, na sua estadia forçada de dezena e meia de anos, tinha aproveitado para fazer a sua acção evangelizadora entre os angolanos. No dia 29 de Junho de 1575, Paulo Dias de Novais recebeu uma comitiva enviada pelo ngola para o saudar.
Reconhecendo não ser a ilha de Luanda o lugar mais adequado, avançou para terra firme e fundou a vila de São Paulo de Loanda em 25 de Janeiro de 1576, tendo lançado a primeira pedra para a edificação da igreja dedicada a São Sebastião — santo de grande devoção dos portugueses e patrono onomástico do rei de Portugal —, no lugar onde é hoje o Museu das Forças Armadas.
A escolha do novo local para a vila foi influenciada sobremaneira pela existência de um magnífico porto natural, situado numa baía protegida por uma ilha; de uma fonte de água potável, as águas do poço da Maianga na (então) lagoa dos Elefantes; e das excelentes condições de defesa oferecidas pelo morro de São Paulo, após a reconquista do lugar aos neerlandeses designado por morro de São Miguel, após a dedicação do forte que aí existe a São Miguel, santo da devoção de Salvador Correia de Sá. A população constituída pela comitiva de Paulo Dias de Novais, composta por sapateiros, alfaiates, pedreiros, cabouqueiros, taipeiros, um físico e um barbeiro, teve dificuldades de adaptação à inclemência do clima e à carência de condições para a fixação. No entanto, a vila expandiu-se para a "Cidade Alta", na continuação do morro de São Paulo, onde se construíram as instalações para a administração civil e religiosa. Os soldados e os mercadores de escravos viviam na "Cidade Baixa", na área actual dos Coqueiros.

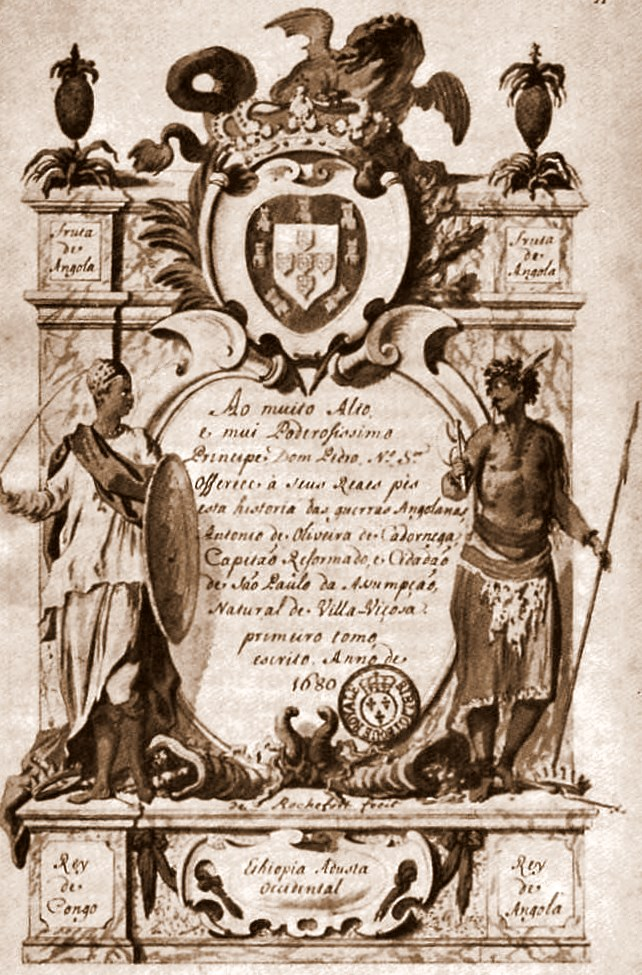
A História Geral das Guerras Angolanas de Cadornega, escrito em Luanda em 1680.

Em 1580, chegaram a Luanda dois missionários jesuítas, em 1584 outros dois e, em 1593, mais quatro. Apesar das naturais dificuldades encontradas, as primeiras tentativas da evangelização deram resultados apreciáveis, ao ponto de, em 1590, já se dizer que haver aqui cerca de vinte mil cristãos.
No dia 1 de agosto de 1594, chegou a Luanda um novo governador, João Furtado de Mendonça, que vinha substituir D. Francisco de Almeida e seu irmão D. Jerónimo. Fazia-se acompanhar por doze raparigas órfãs, educadas em Lisboa no recolhimento sustentado pela Misericórdia. A maior parte dos autores vê nestas raparigas as primeiras mulheres brancas que vieram para Luanda. Todas elas casaram com colonos aqui radicados.
Durante este tempo, a economia da cidade assentava exclusivamente no comércio de escravos, proporcionando avultados lucros e um elevado nível de vida. Esta abundância reflecte-se em muitos aspectos da vida da cidade, por exemplo, nas festas levadas a efeito em 1620 para comemorar a beatificação de São Francisco Xavier. O custo da comédia pastoril representada e do fogo-de-artifício que se queimou, atingiu a soma de 3 mil cruzados, uma verba considerada exorbitante na época.
No entanto, nem tudo foram gastos sumptuosos nesta época. Em 1605, com o aumento da população europeia e do número de edificações, que se estendiam já de São Miguel ao largo fronteiro do actual Hospital Josina Machel, a vila de São Paulo de Luanda recebeu foral de cidade, sendo constituída a primeira vereação municipal. Nesta época ergueram-se, na parte alta, as igrejas da Misericórdia, em 1576; a Sé Episcopal, em 1583, no local onde actualmente funciona Casa Militar da Presidência da República; bem como a igreja dos Jesuítas, em 1593; o Convento de São José, em 1604, no local onde hoje se ergue o hospital; o palácio do governador, em 1607; e da Casa da Câmara, em 1623, onde, mais tarde, funcionou o Tribunal da Relação de Luanda.
Luanda tornou-se a partir de 1627 o centro administrativo da região — que se começou a chamar de Angola, mas cuja dimensão era muito limitada. Para a defender foi construída a Fortaleza de São Pedro da Barra, em 1618, e a Fortaleza de São Miguel de Luanda, em 1634. Isto, no entanto, não evitou a sua conquista pelos neerlandeses e o domínio da Companhia Holandesa das Índias Ocidentais, entre 1641 e 1648.

### Da reconquista à abolição do tráfico de escravos

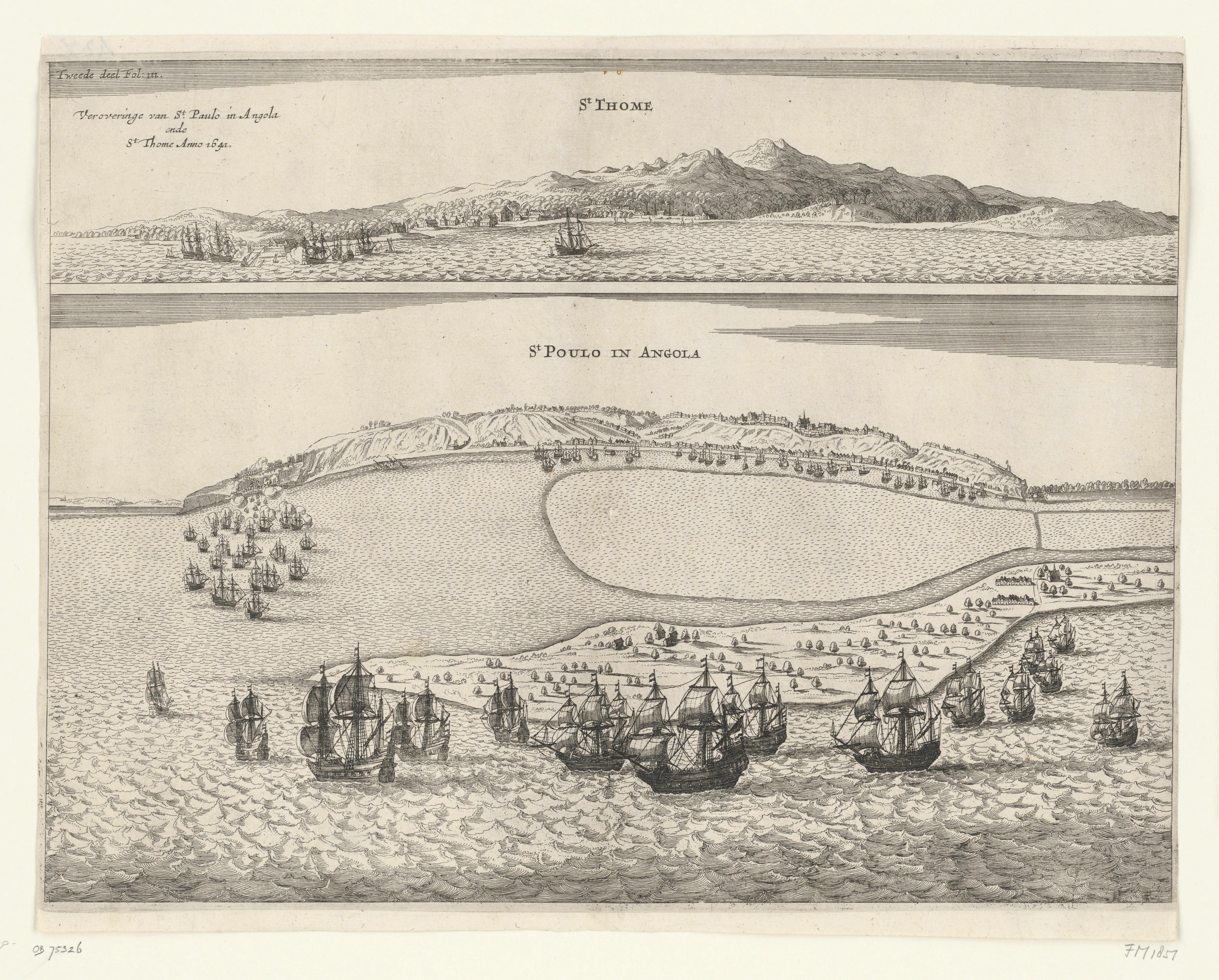
Mapa de Luanda (antiga São Paulo) e São Tomé, 1641.

A tomada de Luanda pelos neerlandeses a 25 de agosto de 1641 teve como consequência a brusca interrupção do fornecimento de escravos ao Brasil por parte da Coroa portuguesa, passando o tráfico de escravos para as mãos neerlandesas que conseguiam assim fornecer a mão de obra necessária às suas plantações no nordeste brasileiro. A braços com uma longa guerra com a Espanha, a metrópole portuguesa era incapaz de pôr cobro à situação. Coube, pois, aos próprios governantes locais brasileiros, apoiados pela coroa portuguesa, a organização de uma expedição a Angola.
Uma primeira tentativa de reconquistar Angola foi chefiada pelo governador do Rio de Janeiro Francisco de Souto-Maior à frente de uma expedição constituída por oito navios e 500 soldados, incluindo dezenas de índios. Apesar de a expedição não ter alcançado o resultado esperado o facto de terem logrado trazer para o Rio dois mil escravos deu novo alento aos donos de engenho, que se entusiasmaram com uma nova expedição.
Dois anos mais tarde, nova esquadra de 15 navios atravessou o Atlântico Sul rumo a Luanda. A expedição, capitaneada pelo novo governador do Rio, Salvador Correia de Sá e Benevides, deixou a baía de Guanabara no dia 12 de Maio de 1648, reunindo entre 1400 e 1500 homens, segundo o historiador Charles Ralph Boxer, entre portugueses, brasileiros e angolanos refugiados. A esquadra aproximou-se da capital angolana no dia 12 de agosto, tendo encontrado a cidade protegida por apenas 250 neerlandeses nos Forte do Morro e da Guia, já que o grosso da guarnição, comandada por Symon Pieterszoon, se encontrava em Massangano, combatendo os portugueses com os jagas.

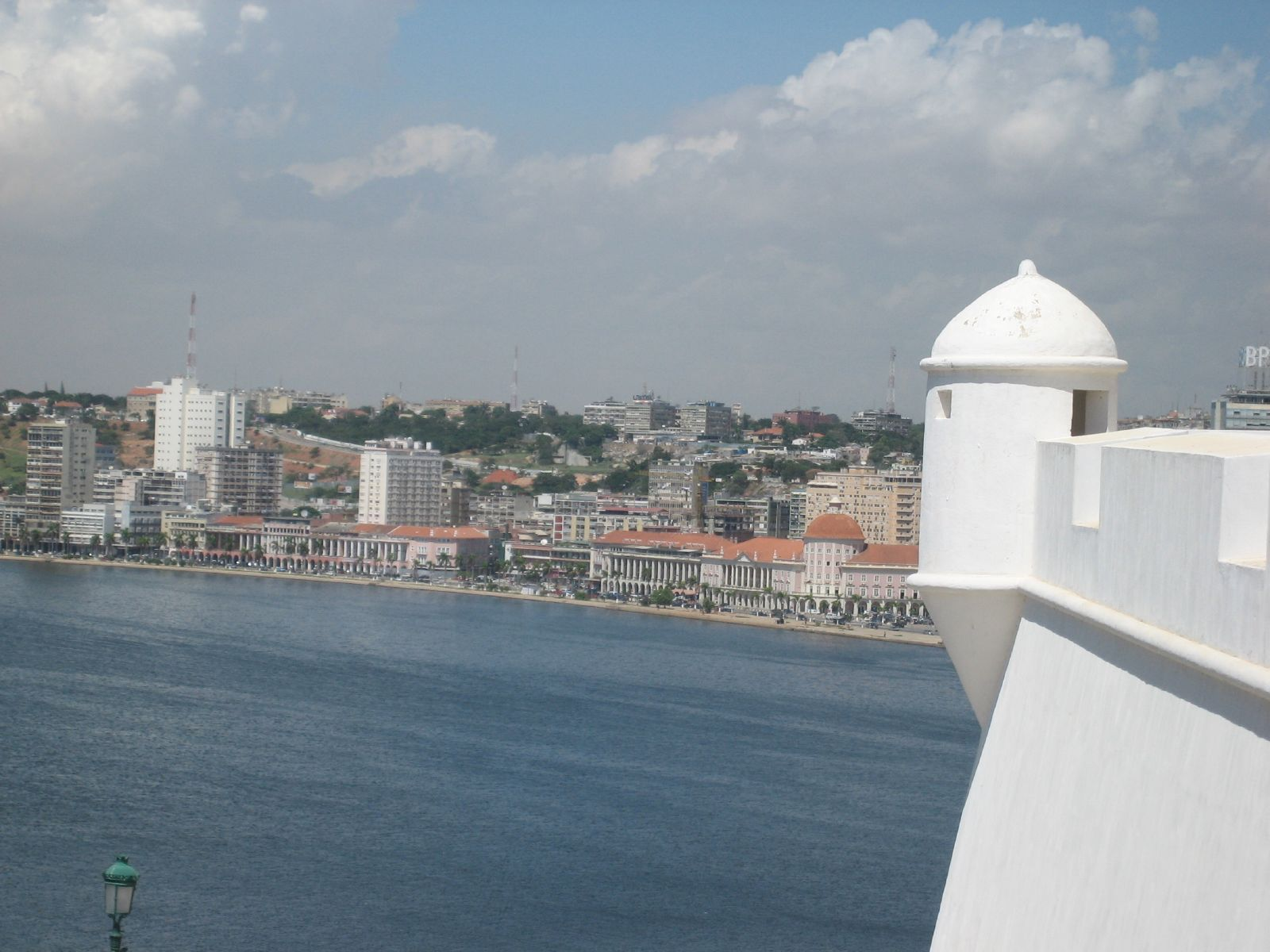
Vista actual da Fortaleza de São Miguel de Luanda.

Apesar de nos recontros de Luanda terem perecido 150 portugueses, contra apenas três mortos e oito feridos do lado neerlandês, a expedição logrou infligir um golpe fatal aos neerlandeses, destruindo as suas peças de artilharia, vitais para a sustentação da defesa. Perante isso, o administrador Cornelis Hendrikszoon Ouman pediu a paz.
Nos termos da rendição ficou acordado que deixariam Luanda e os postos avançados no Cuanza e em Benguela, mas levando consigo os escravos que eram propriedade da companhia neerlandesa. Regressado de Massangano, Pieterszoon aceitou a rendição, mas não sem antes distribuir amplamente armas entre os jagas, para que pudessem oferecer resistência aos colonizadores.
Na sequência da vitória, Salvador de Sá assumiu o governo de Angola, rebaptizando o Forte do Morro de Forte de São Miguel, em homenagem ao patrono da expedição vinda do Brasil. A cidade de São Paulo de Luanda foi rebaptizada para São Paulo de Nossa Senhora da Assunção, alegadamente por "Luanda" fazer lembrar "Holanda", sendo por isso mal visto. A escolha da invocação deveu-se à cidade ter sido conquistada no dia da festa de Nossa Senhora da Assunção. Imediatamente os navios negreiros embarcaram em direcção ao Brasil com sete mil escravos apinhados nos porões. Estava restabelecido assim o tráfico de escravos para o Brasil.

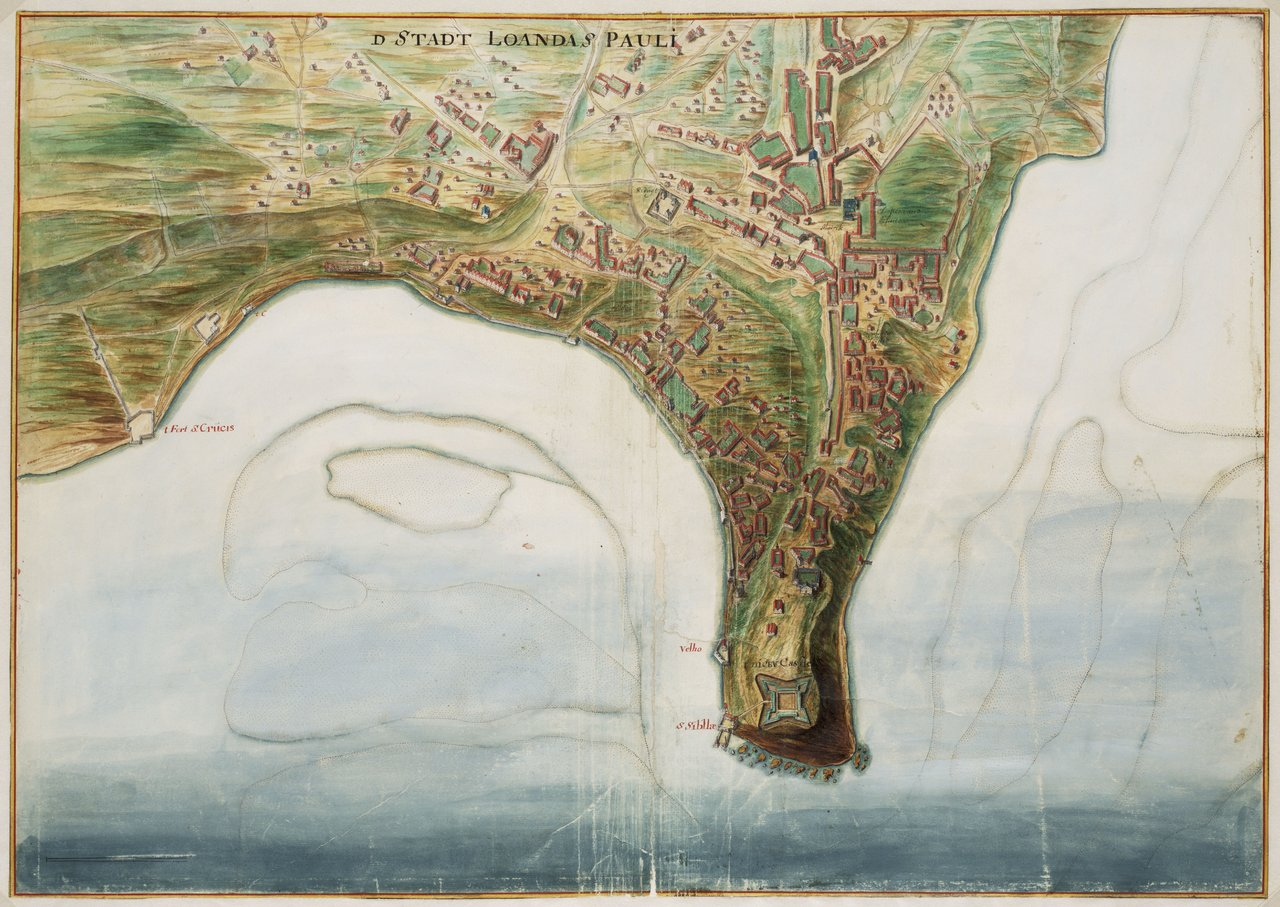
Planta de São Paulo da Assunção de Luanda (1665).

Quando os neerlandeses foram expulsos por Salvador Correia de Sá e Benevides, Luanda encontrava-se, segundo António de Oliveira de Cadornega, praticamente destruída, com igrejas e casas sem tectos e sem portas, tendo a maioria dos seus antigos habitantes sido dizimada ou se posta em fuga. Em carta que o Senado da Câmara dirigiu ao rei nos princípios de 1665, informava-se que a população branca de Luanda se resumia a 132 indivíduos.
Para aumentar a população, a provisão real de 23 de Outubro de 1660 isentava os moradores de Luanda de participarem nas guerras do sertão e, em 4 de Maio de 1675, foi proposta ao Conselho Ultramarino a vinda de pessoas sob a alçada da lei, com exclusão apenas daquelas sobre as quais recaíssem penas capitais.
Houve, no entanto, tentativas para reanimar a cidade. Logo em 1651 foi construída a actual Sé Argui-episcopado e, em 1664, a Igreja da Nazaré, começando-se também a delinear a parte baixa da cidade, na zona onde já existia um mercado, conhecido por Quitanda Pequena, no local mais tarde ocupado pela Rua de Salvador Correia, hoje Rua da Rainha Ginga. Na parte alta, foi construído o hospício de Santo António, em 1668 — onde presentemente se encontra o jardim público, em frente ao Palácio do Governo — e a Igreja do Carmo, em 1661, marcando o início da urbanização da Ingombota.
Mas a cidade e a província permaneceram num estado de quase letargia por cerca de um século, só se alterando claramente em 1764, quando ascendeu à suprema magistratura de Angola um dos mais qualificados representantes da administração pombalina: D. Francisco Inocêncio de Sousa Coutinho.

### De 1836 aos nossos dias

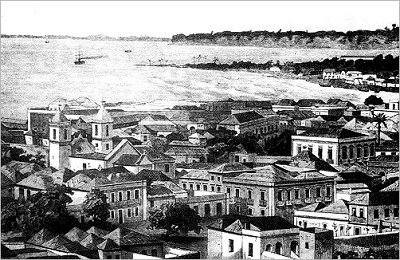
Luanda em 1883.

Enquanto apenas um quinto de suas importações eram originadas de Portugal, os outros quatro quintos eram com o Brasil. O equilíbrio na balança comercial era mantido com o intenso contrabando de escravos.
A cidade limitava-se a funções militares, administrativas e de redistribuição. A indústria era praticamente inexistente e a instrução pública pouco evoluída. Em 1847, incluindo os edifícios públicos, a cidade contava com 144 casas com primeiro andar, 275 casas térreas e 1058 cubatas (cabanas de indígenas). Cidade de degredados, com cerca de cinco mil habitantes, possuía perto de cem tabernas, pelo que os viajantes a qualificavam como de moralidade duvidosa. Em 1889, o governador Brito Capelo inaugurou um aqueduto que forneceu a cidade de água potável, anteriormente escassa, abrindo caminho para o grande crescimento de Luanda. Em 1872 Luanda recebeu o etnónimo de "Paris da África".
A partir de 1928, com o regime de excepção em Portugal, Luanda passa a ser mais utilizada como colónia penal. Nos primeiros anos do salazarismo, a população europeia da cidade era composta por condenados de delito comum e outros, utilizando uniformes de sarja azul escura com a inscrição D.D.A. em branco no peito e nas costas (Depósitos dos Degredados de Angola era como se chamavam as prisões e fortalezas de São Miguel e da Barra, onde permaneciam depositados os deportados e presos políticos em Luanda).
Foi feita Oficial da Ordem Militar da Torre e Espada, do Valor, Lealdade e Mérito a 17 de novembro de 1938.

### Período das guerras–Atualidade

Vista de Luanda em 1966.

A Guerra de Independência de Angola veio explodir justamente em Luanda, nos acontecimentos de 4 de fevereiro de 1961, quando um grupo de cerca de 200 angolanos ligados ao MPLA, ataca a Casa de Reclusão Militar, em Luanda, a Cadeia da 7ª Esquadra da polícia, a sede dos CTT e a Emissora Nacional de Angola. O objectivo era libertar alguns detidos, mas o ataque seria um fracasso, tendo morrido cinco polícias, um cipaio e um cabo da Casa de Reclusão e 40 dos atacantes, e nenhum dos prisioneiros libertados. Os portugueses responderam com muita violência. Cinco dias depois, os separatistas do MPLA atacaram, de novo, uma prisão, ao qual os portugueses responderam violentamente, provocando mais vítimas mortais.
Durante toda a década de 1960 e até meados da década de 1970 o grande foco das guerrilhas e do poder colonial era a tomada e manutenção do poder em Luanda, pois simbolicamente significava o controle completo do país. Perto do final da guerra de independência, o governo português conseguiu afastar os conflitos de Luanda, porém os mesmos retornaram no final de 1974, na esteira do Acordo do Alvor, onde ficava patente a necessidade do controle sobre a zona da capital para se afirmar como o grupo vencedor da guerra de independência.

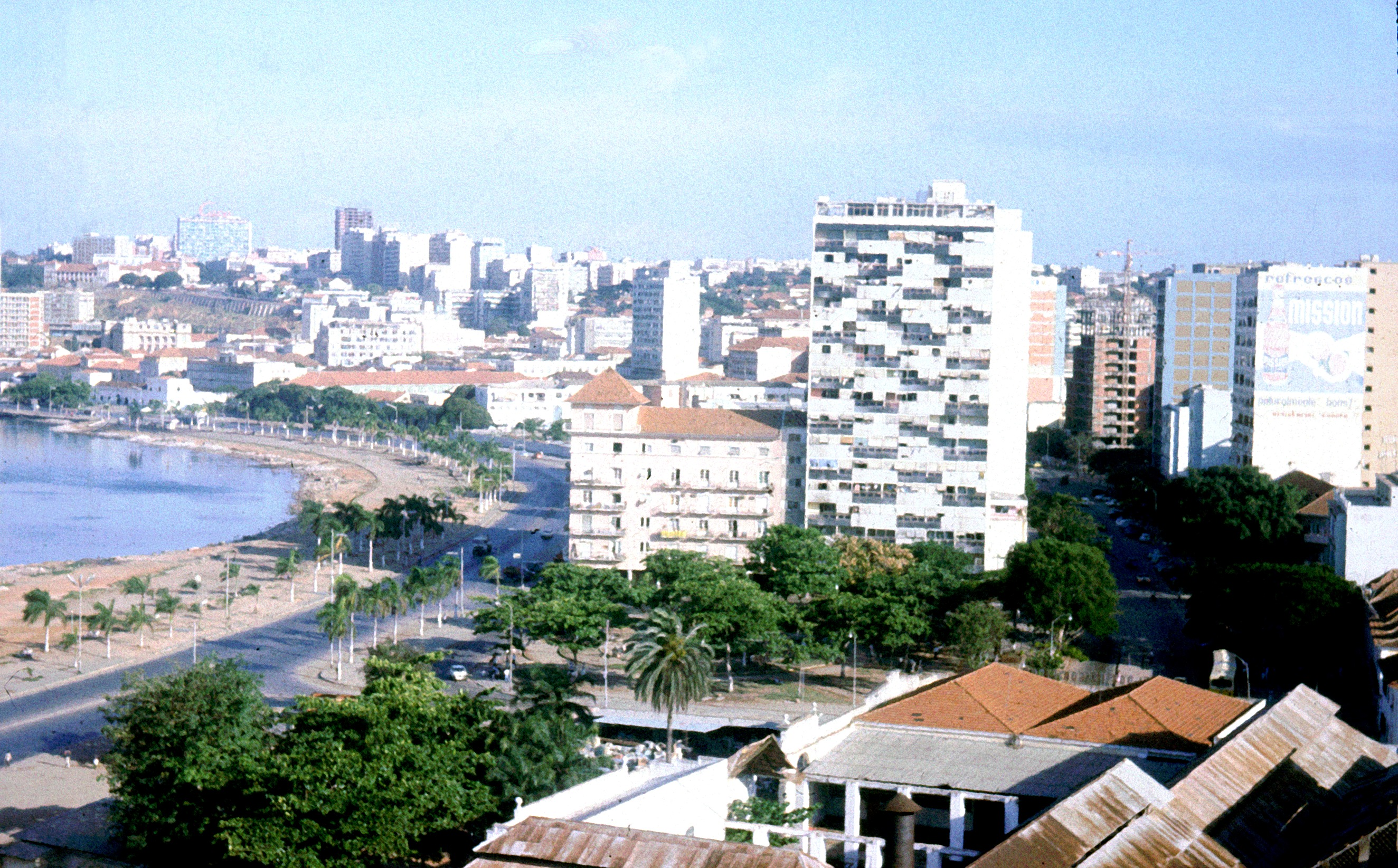
Vista de Luanda em julho de 1984.

Assim, os três grupos guerrilheiros — MPLA, UNITA e FNLA — tentaram lançar o ataque final (Campanha para Conquista de Luanda), onde o maior dos confrontos ocorreu na localidade de Quifangondo, na batalha de Quifangondo, com o MPLA sagrando-se vencedor na província de Luanda, em novembro de 1975.
Conseguido manter afastados os rivais, o MPLA formou o governo independente de Angola na capital e, com o auxílio de Cuba, conquista paulatinamente os demais territórios do país durante a Guerra Civil Angolana. Na expectativa dos resultados dos Acordos de Bicesse e das eleições gerais em Angola em 1992, ocorreu em Luanda o infame massacre do Dia das Bruxas, perpetrado pelo MPLA contra os partidários da UNITA e da FNLA. Rapidamente a violência espalhou-se por toda a nação.
Após o final da guerra, em 2002, Luanda consolidou-se como a maior e a mais densamente habitada cidade de Angola. Inicialmente projectada para uma população a rondar nos 500 mil habitantes, é hoje uma cidade sobre-habitada. Segundo os últimos estudos, vivem actualmente em Luanda quase de 2,5 milhões de pessoas.

## Geografia

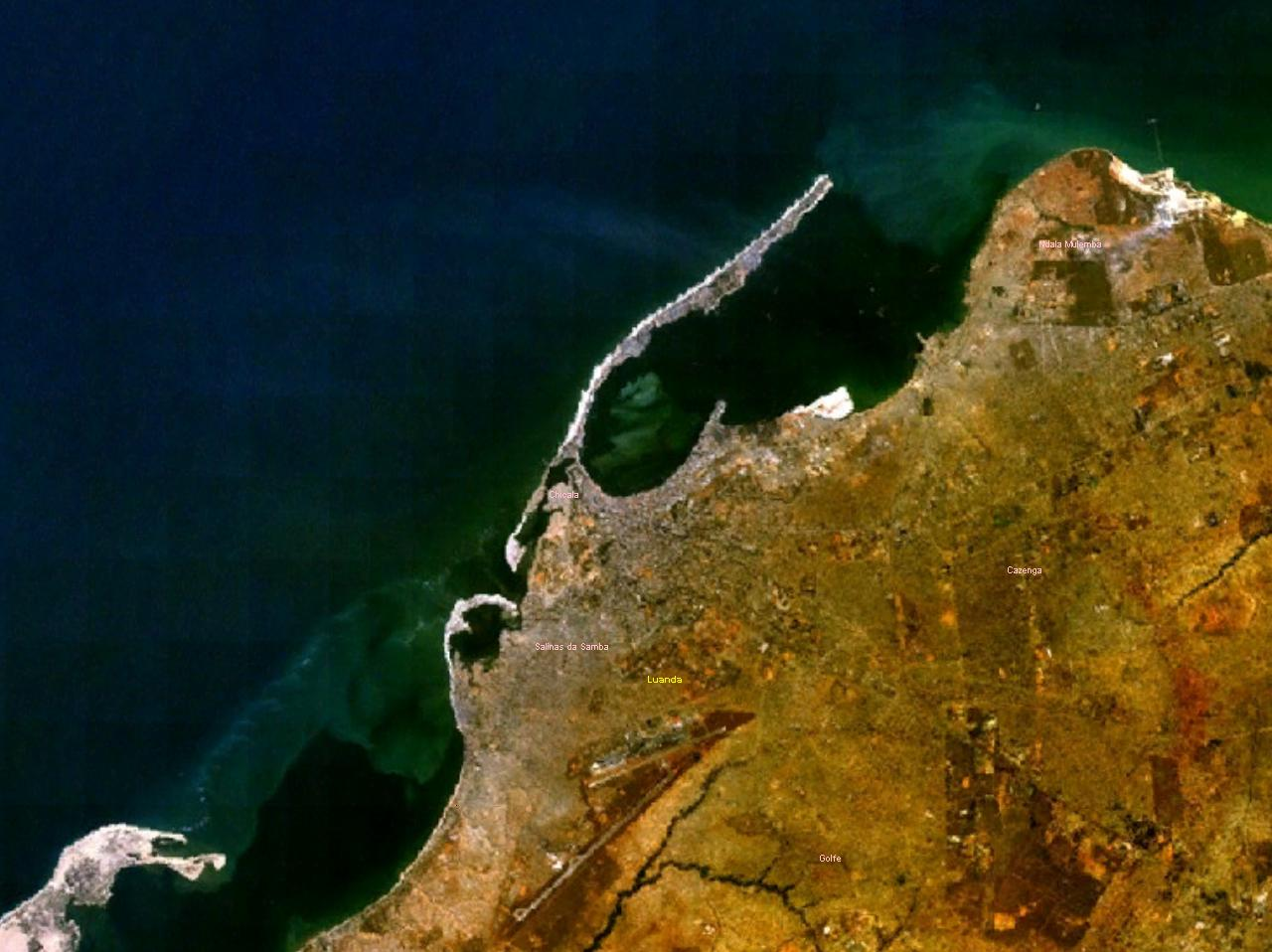
Imagem de satélite de Luanda.

A cidade de Luanda coincide geograficamente com o município de Luanda. A zona central de Luanda está dividida em duas partes, a Baixa de Luanda (a cidade antiga) e a Cidade Alta (conhecida pela "nova cidade").
A Baixa de Luanda está situada próximo do porto e tem ruas estreitas e antigos edifícios dos tempos coloniais. O litoral é marcado pela baía de Luanda — formada pela protecção do litoral continental por meio da ilha de Luanda — pela baía da Samba — ou estuário da Corimba, formado pelas águas do rio Seco e de outros corpos d'água menores — e pela extremidade norte da baía do Mussulo — ao sul do núcleo urbano principal, formada pela restinga do Mussulo.
Não existem rios grandes que desemboquem no litoral da cidade, mas vários cursos de água formam o sistema de bacias pluviais de Luanda. Os rios mais próximos são o Cuanza, o maior rio de Angola, que corre ao sul de Luanda, e o rio Bengo, que corre ao norte.

### Clima
O clima em geral é quente, com características tropicais, apesar de ser surpreendentemente seco devido à corrente fria de Benguela que impede na maior parte do ano a condensação da humidade para gerar chuva, causando secas completas entre maio e outubro. Frequentemente, o nevoeiro impede a queda significativa das temperaturas durante a noite, nomeadamente durante os meses do cacimbo (junho, julho e agosto), mesmo assim elas podem descer facilmente aos 15 °C durante esta época.
Luanda possui uma precipitação anual de 325 mm, mas a variabilidade está entre as mais altas do mundo, com um coeficiente de variação superior a 40%. O curto período de chuvas nos meses de março e abril depende de uma contra-corrente de norte que traz humidade à cidade. Segundo registos oficiais, o ano mais chuvoso da história de Luanda foi 1916, quando foram registados 851 mm, e 1858 foi o mais seco, com apenas 55 mm.
| Dados climatológicos para Luanda                                   | Dados climatológicos para Luanda | Dados climatológicos para Luanda | Dados climatológicos para Luanda | Dados climatológicos para Luanda | Dados climatológicos para Luanda | Dados climatológicos para Luanda | Dados climatológicos para Luanda | Dados climatológicos para Luanda | Dados climatológicos para Luanda | Dados climatológicos para Luanda | Dados climatológicos para Luanda | Dados climatológicos para Luanda | Dados climatológicos para Luanda |
| Mês                                                                | Jan                              | Fev                              | Mar                              | Abr                              | Mai                              | Jun                              | Jul                              | Ago                              | Set                              | Out                              | Nov                              | Dez                              | Ano                              |
| ------------------------------------------------------------------ | -------------------------------- | -------------------------------- | -------------------------------- | -------------------------------- | -------------------------------- | -------------------------------- | -------------------------------- | -------------------------------- | -------------------------------- | -------------------------------- | -------------------------------- | -------------------------------- | -------------------------------- |
| Temperatura máxima recorde (°C)                                    | 32,8                             | 35                               | 35                               | 34,4                             | 36,1                             | 31,7                             | 29,4                             | 28,3                             | 28,9                             | 31,7                             | 36,7                             | 34,4                             | 36,7                             |
| Temperatura máxima média (°C)                                      | 28,3                             | 29,4                             | 30                               | 29,4                             | 27,8                             | 25                               | 23,3                             | 23,3                             | 24,4                             | 26,1                             | 27,8                             | 28,3                             | 26,9                             |
| Temperatura média (°C)                                             | 25,8                             | 26,7                             | 27                               | 26,7                             | 25,3                             | 22,5                             | 20,8                             | 20,6                             | 21,9                             | 23,9                             | 25,3                             | 25,8                             | 24,4                             |
| Temperatura mínima média (°C)                                      | 23,3                             | 23,9                             | 23,9                             | 23,9                             | 22,8                             | 20                               | 18,3                             | 17,8                             | 19,4                             | 21,7                             | 22,8                             | 23,3                             | 21,8                             |
| Temperatura mínima recorde (°C)                                    | 20,6                             | 21,1                             | 21,1                             | 21,1                             | 17,8                             | 15                               | 14,4                             | 14,4                             | 16,7                             | 18,3                             | 20                               | 19,4                             | 14,4                             |
| Precipitação (mm)                                                  | 25,4                             | 35,6                             | 76,2                             | 116,8                            | 12,7                             | 1,3                              | 0                                | 1,3                              | 2,5                              | 5,1                              | 27,9                             | 20,3                             | 325,1                            |
| Dias com precipitação (≥ 0,1 mm)                                   | 3                                | 3                                | 6                                | 8                                | 2                                | 0                                | 0                                | 0                                | 1                                | 2                                | 4                                | 3                                | 32                               |
| Umidade relativa (%)                                               | 77,5                             | 75,5                             | 77                               | 79,5                             | 79,5                             | 78,5                             | 79,5                             | 81                               | 80                               | 79                               | 78                               | 77                               | 78,5                             |
| Insolação (h)                                                      | 217                              | 198                              | 217                              | 180                              | 217                              | 210                              | 155                              | 155                              | 150                              | 155                              | 180                              | 186                              | 2 220                            |
| Fonte: Sistema de Classificação Bioclimática Mundial e BBC Weather |                                  |                                  |                                  |                                  |                                  |                                  |                                  |                                  |                                  |                                  |                                  |                                  |                                  |

## Demografia

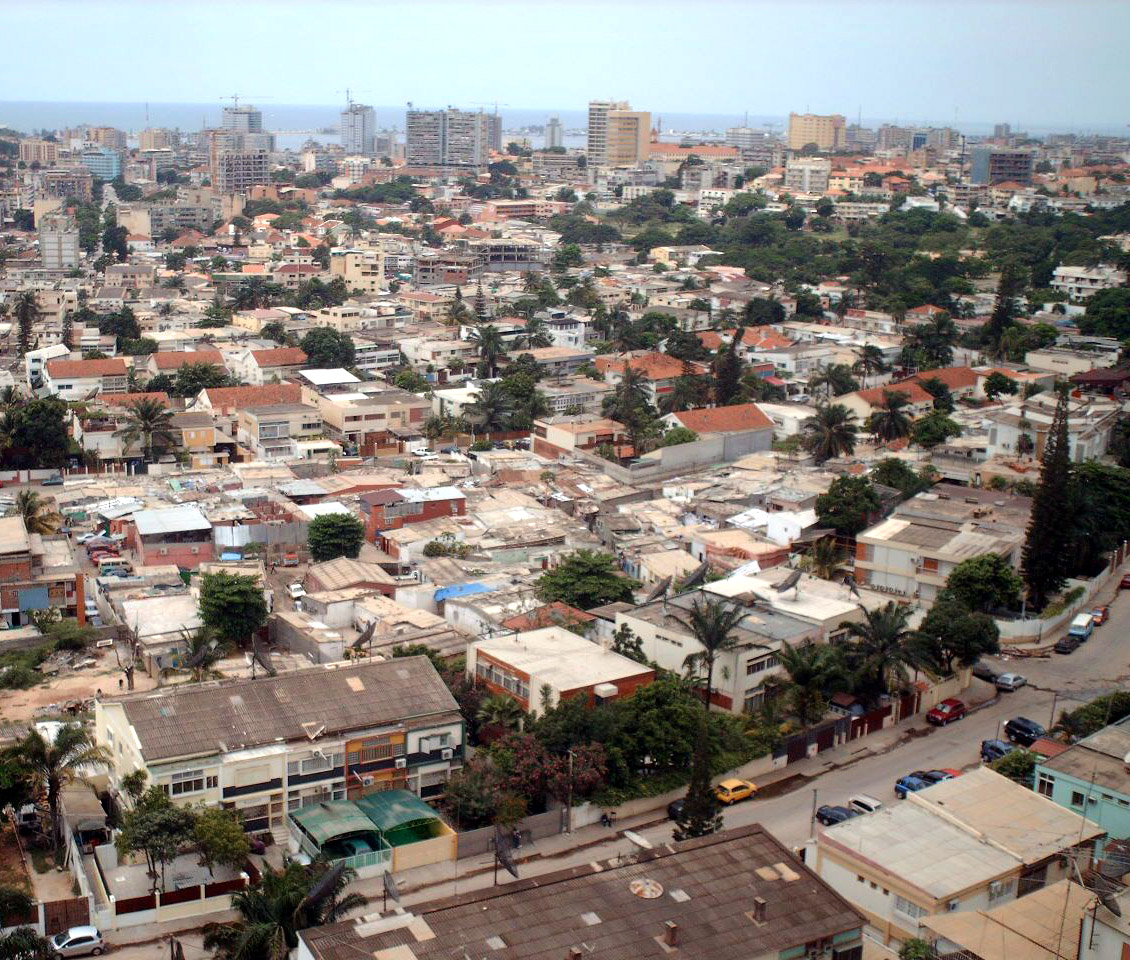
Panorama da cidade.

Globalmente, a população de Luanda aumentou nas duas últimas décadas, como consequência da fuga de vastos contingentes populacionais das zonas rurais para a capital durante a Guerra Civil Angolana. O resultado foi um crescimento muito acentuado, não controlado, que não deixou de provocar uma série de problemas sérios — desde a escassez de habitações, de saneamento básico e de empregos até um aumento da criminalidade, passando pelo desajustamento do sistema viário a um volume vertiginoso de trânsito. A população de Luanda sofreu certo arrefecimento no crescimento exponencial que experimentava até 2011 em virtude da divisão da área municipal para criar novas entidades administrativas.

### Composição étnica e estrutura social

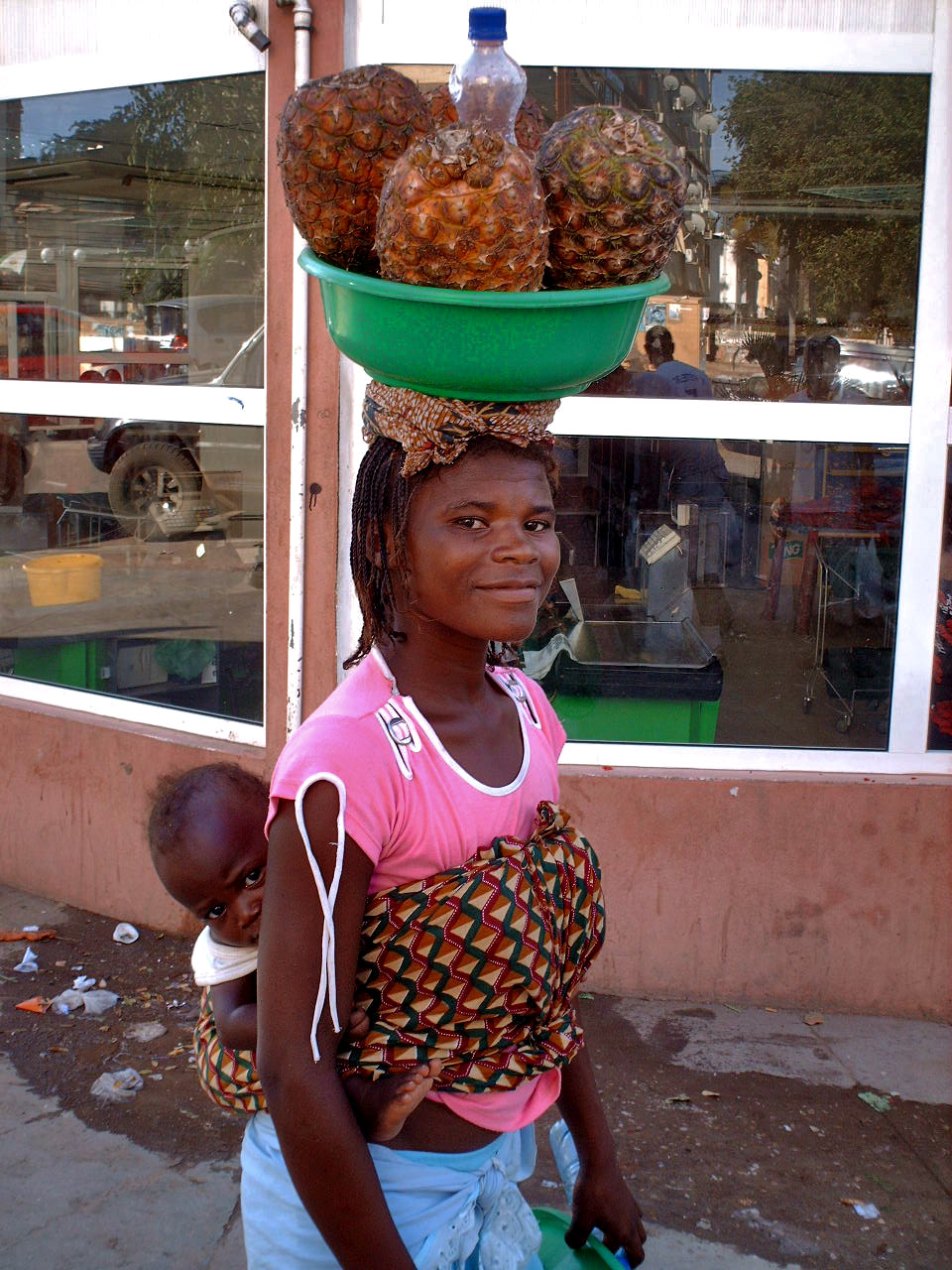
Vendedora ambulante em Luanda.

Município cosmopolita, Luanda concentra porém uma maioria de pessoas de origem étnica banta. A população original da região são os ambundos, em particular os do grupo axiluanda de cujo nome deriva o da cidade, mas também os que vieram de uma região que se estende de Luanda até Malanje. Aos ambundos juntaram-se no século XX, na vigência do regime colonial, grupos bastante numerosos de ovimbundos e de congos, especialmente nas últimas décadas coloniais e durante a Guerra AntiColonial; esta imigração reforçou-se novamente em consequência da Guerra Civil Angolana, que também desencadeou a passagem de muitos ambundos rurais para a capital. A municipalidade alberga entretanto também minorias oriundas de todos os grandes grupos étnicos do país, além de um relevante contingente estrangeiro.
Para além dos habitantes de origem banta, Luanda teve durante o período colonial uma forte minoria de portugueses. No fim deste período eram mais de 50 000, entre já nascidos no país e recentemente imigrados. No momento do acesso de Angola à independência, a maior parte deste grupo deixou o país, entretanto, a população de portugueses, brasileiros e outros caucasianos voltou a ser tão numerosa como no início dos anos 1970. Convém salientar que em Luanda é particularmente alta a proporção da população mestiça, ou seja, de ascendência negra e caucasiana.
Ao mesmo tempo, a estrutura da sociedade está a evoluir de acordo com uma dinâmica ainda mal estudada mas que, de qualquer modo, aponta no sentido de um processo cada vez mais acelerado de formação de classes e de desigualdades sociais.

### Religião

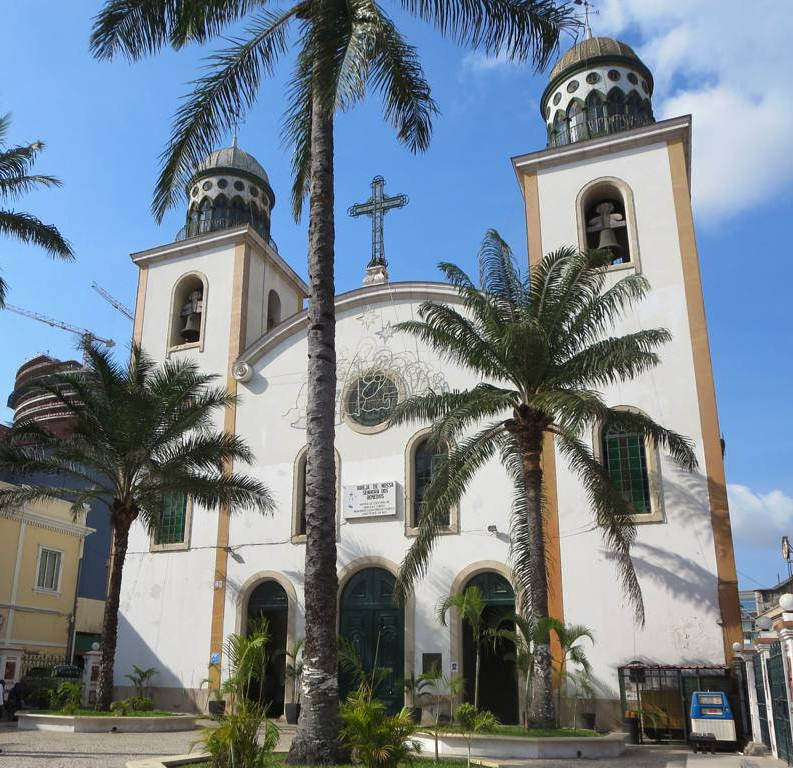
Catedral de Luanda.

Luanda tem, desde a sua fundação, uma população maioritariamente católica romana, embora actualmente a proporção dos católicos não praticantes esteja a aumentar. A cidade é a sede de um arcebispo católico, da Universidade Católica de Angola e de várias outras instituições católicas bem como de diferentes ordens religiosas. Ao mesmo tempo, tem vindo a crescer o segmento dos cristãos protestantes. A igreja protestante de implantação mais antiga em Luanda, e provavelmente até hoje com o número maior de fiéis, é a Igreja Metodista cujo bispado principal em Angola se encontra também na cidade. O forte afluxo de populações oriundas de outras partes do país, em razão da Guerra de Independência de Angola e da Guerra Civil Angolana, reforçou muito significativamente a presença em Luanda da Igreja Batista, cuja principal base social se encontra entre os congos, e da Igreja Evangélica Congregacional em Angola, principalmente enraizada entre os ovimbundos. Das igrejas protestantes fundadas antes da independência, possuem em Luanda comunidades mais reduzidas a Igreja Luterana, a Igreja reformada e a Igreja Adventista. Desde fins da era colonial, mas especialmente a partir da independência, fundaram-se em Luanda numerosas igrejas pentecostais, actualmente várias centenas; em muitas verifica-se uma forte influência brasileira, em particular na Igreja Universal do Reino de Deus. A comunidade islâmica é ínfima e quase exclusivamente composta por imigrantes vindos de países da África Ocidental. Em Luanda já não há, praticamente, pessoas que professem religiões tradicionais africanas, embora elementos destas religiões possam ainda ser encontrados em pessoas pertencentes a igrejas cristãs.

## Política e administração

### Divisão administrativa
Fundada em 1576, a vila de São Paulo de Luanda recebeu foral em 1605, ascendendo à categoria de cidade, sendo constituída a primeira vereação municipal nesse mesmo ano. Após a independência de Angola, em 1975, o município de Luanda foi extinto, dividindo-se o território da cidade, primeiro, em três municípios e, depois, em nove: Cazenga, Ingombota, Quilamba Quiaxi, Maianga, Rangel, Sambizanga, Samba, Viana e Cacuaco. Pela lei n.º 29/11, de 1 de setembro de 2011, foi restaurado o município de Luanda, perdendo a categoria municipal Ingombota, Maianga, Rangel, Sambizanga e Samba.
Desde 2016 o município de Luanda está dividido em seis distritos urbanos: Ingombota, Maianga, Rangel, Samba, Sambizanga, e Angola Quiluanje.
Outras subdivisões outrora importantes para o município de Luanda como Golfe, Ilha do Cabo, Neves Bendinha, Palanca, Prenda e Vila Alice tornaram-se bairros ou compõem áreas de novos municípios.

### Cidades-irmãs
- Belo Horizonte (1968)[55]
- São Paulo[56]
- Brasília (1968)
- Salvador[57]
- Recife[58]
- Rio de Janeiro, Brasil[59]
- Houston (2003)[60]
- Oaxaca (2008)
- Tahoua
- Lisboa (1988)[61]
- Porto (1999)[62]
- Matosinhos[61]
- Valongo[61]
- Vale de Cambra[63]
- Maputo[carece de fontes?]
- Joanesburgo[carece de fontes?]
- Cairo[carece de fontes?]

## Economia

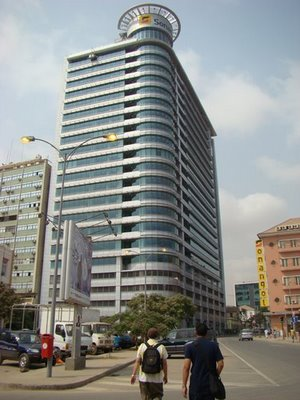
Sede da Sonangol, a empresa estatal angolana do ramo petrolífero.

Luanda é o principal centro financeiro, comercial e economico de Angola. O que melhor ilustra esta posição da cidade é a presença das sedes das principais empresas do país: Angola Telecom, Unitel, Endiama, Sonangol, Linhas Aéreas de Angola e Odebrecht Angola, além das gestoras do mercado financeiro angolano — o Banco Nacional de Angola e a Bolsa de Dívida e Valores de Angola. Uma das consequências desta constelação é que Luanda foi classificada, em 2011, como a cidade mais cara do mundo, e que uma camada extremamente rica da população vive ao lado de uma maioria pobre ou remediada.
A indústria transformadora (principal actividade de Luanda) inclui alimentos processados, bebidas, têxteis, cimento e outros materiais de construção, produtos plásticos, metais, cigarros, e sapatos. O petróleo (encontrado em depósitos off-shore próximos) é refinado na cidade, em instalações que foram várias vezes atacadas durante a guerra civil angolana (1975-2002). Luanda possui um excelente porto natural, de onde exporta principalmente café, algodão, açúcar, diamantes, ferro e sal. A cidade também possui uma próspera indústria da construção civil, um efeito económico bom para o país, que experimentou, desde 2002, um retornou à estabilidade política com o fim da guerra civil. A cidade é a mais desenvolvida de Angola e o único grande centro económico do país. Vale a pena mencionar, no entanto, os musseques que prolongam Luanda muitos quilómetros para além da antiga cidade, como resultado de várias décadas de conflitos armados, agravadas pelo aumento das desigualdades sociais e pela corrupção generalizada.
Em 2007 foi inaugurado no sul de Luanda (hoje município de Talatona) o primeiro centro comercial de Angola, o Belas Shopping, totalmente climatizado, com oito salas de cinema e zona de alimentação, área de lazer e uma centena de lojas. Em 2011 inaugurou-se a Luanda Fashion Center, no distrito vizinho do Golfe (Quilamba Quiaxi), o maior centro comercial no país dedicado exclusivamente às áreas de moda e beleza. Por outro lado registam-se esforços para limitar o "comércio informal" que num primeiro tempo chegou a ocupar um espaço muito grande.

### Reconstrução e obras públicas

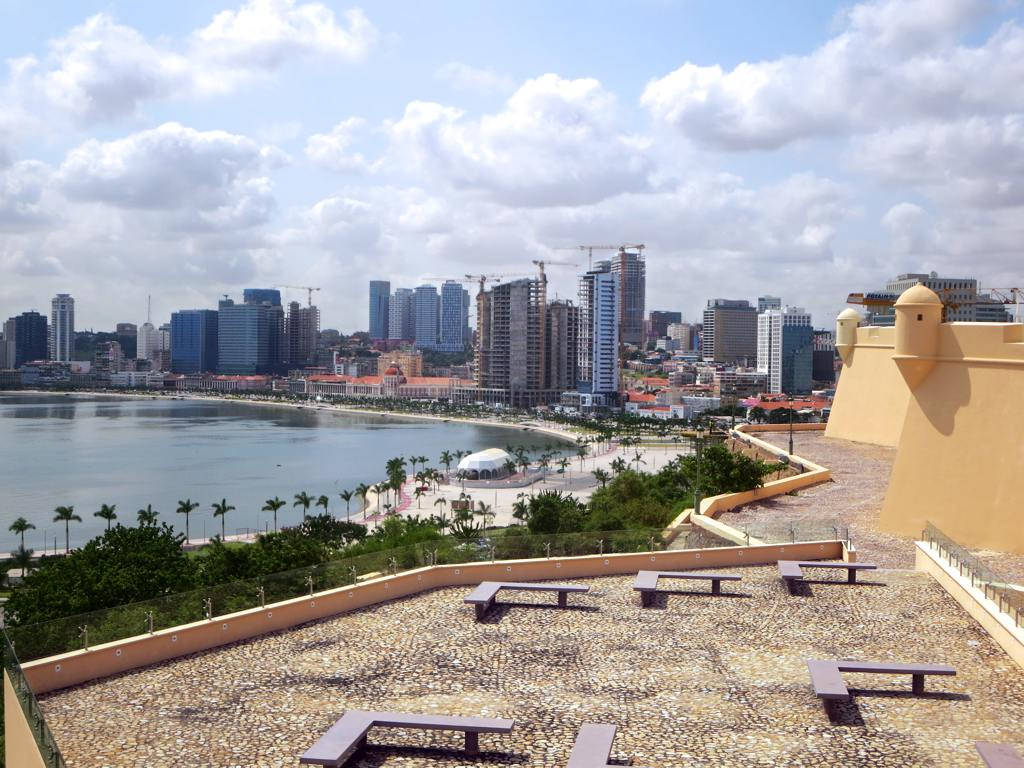
Luanda a partir da Fortaleza de São Miguel de Luanda em 2015.

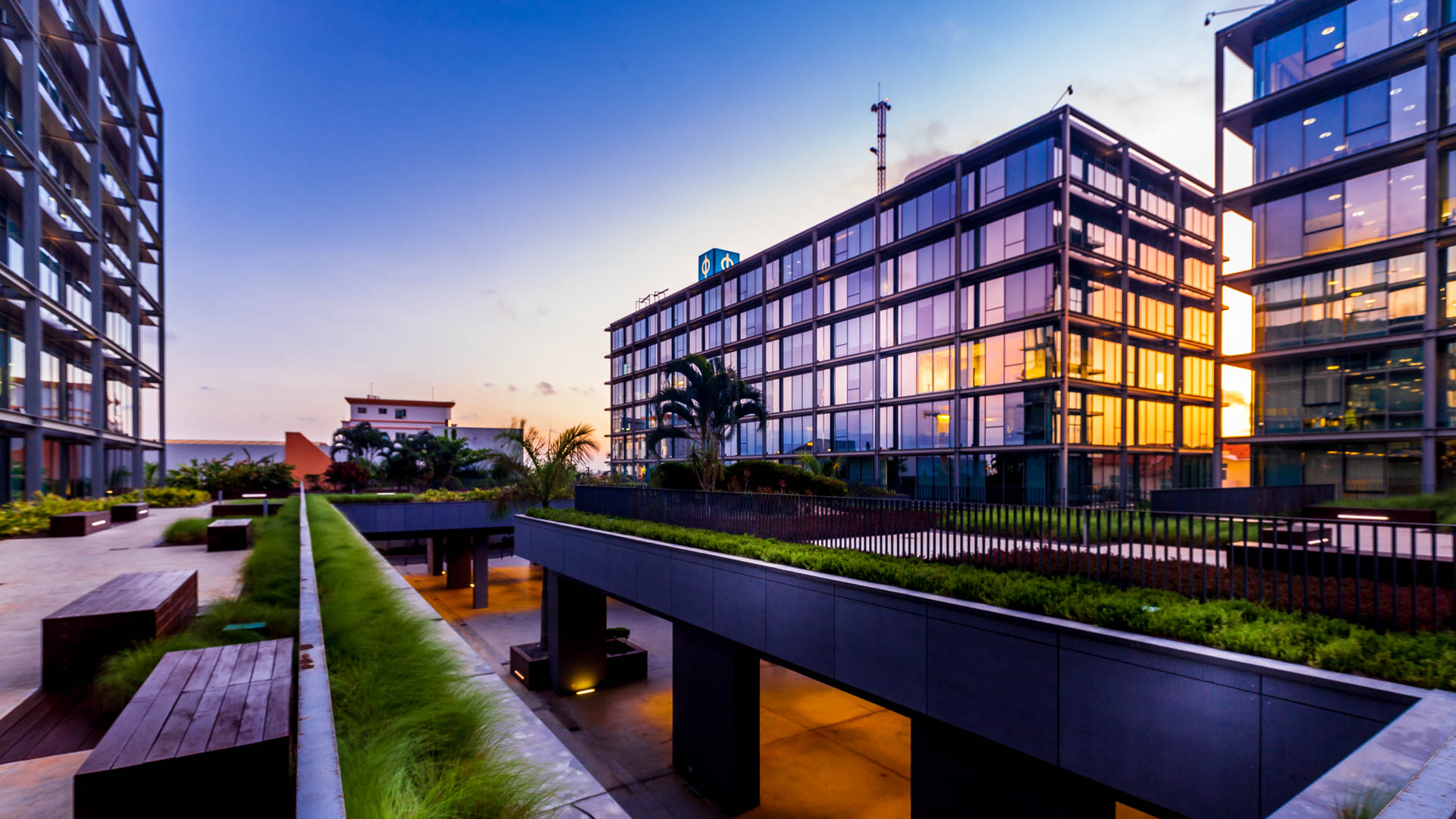
Cidade Financeira de Luanda.

Desde o final da guerra civil em 2002, Angola tem vivido um período de grande prosperidade económica, sendo hoje uma das economias de maior crescimento a nível mundial. Nos últimos anos, o governo central tem vindo a desenvolver um ambicioso plano de reconstrução nacional que, embora abranja todas as regiões do país, tem privilegiado a zona da capital.
Em Luanda a reconstrução é evidente em quase todos os aspectos da sociedade. A reabilitação de estradas, incluindo o seu alargamento e a aplicação de novos tapetes de asfalto, está a ser feita por toda a cidade. A construtora brasileira Odebrecht (atual OEC) está actualmente a ultimar a construção de duas auto-estradas de seis faixas de rodagem: uma das vias — chamada Via Expressa Fidel Castro (antiga Auto-Estrada Periférica de Luanda) — permite agora o acesso rápido ao Cacuaco, Viana, Samba, Quilamba Quiaxi, ao Estádio Nacional 11 de Novembro (construído para o CAN 2010) e ao futuro aeroporto de Luanda; a outra via liga o centro da cidade de Luanda a Viana, estando prevista a sua conclusão até ao final de 2009.
As construtoras portuguesas Mota Engil e Soares da Costa ganharam um concurso de 136 milhões de dólares para a renovação da baía de Luanda. O projecto envolve a despoluição da baía, o alargamento para 6 faixas de rodagem dos 5 km da Avenida 4 de Fevereiro, ligando o porto de Luanda à ilha de Luanda, a construção de 12 parques de estacionamento, zonas verdes e áreas de lazer. O projecto deverá estar concluído em finais de 2011.
Está também a ser feito um grande investimento na habitação social para abrigar muitos dos que actualmente habitam nos musseques que dominam a paisagem de Luanda. Uma grande empresa chinesa ganhou um contrato do governo para construir a maior parte dessas casas. O adjunto do primeiro-ministro declarou em 2008 que a pobreza em Angola seria combatida "com programas de diversificação da economia, criação de empregos e construção de habitações sociais".
Em 2009, o primeiro-ministro António Paulo Kassoma anunciou que o programa de urbanismo e habitação lançado pelo Governo previa a construção de mais de um milhão de fogos até 2012, grande parte deles em Luanda. No entanto, muitas das habitações construídas não são economicamente acessíveis à grande maioria da população — tanto assim que há por exemplo em Quilamba milhares de habitações vazias.
Em 15 de agosto de 2017 foi inaugurado o Viaduto da Unidade Operativa de Luanda pelo ex-presidente José Eduardo dos Santos, localizado na Avenida Deolinda Rodrigues, construído em seis meses com quatro faixas de rodagem e uma rotunda no inferior.

### Turismo
Um dos mais belos cartões-postais de Luanda, a Avenida 4 de Fevereiro, conhecida simplesmente como Marginal, exibe o contraste entre a beleza natural da baía de Luanda e os edifícios modernos ao seu redor. A ilha de Luanda, à entrada da baía de Luanda, possui belíssimas praias de areias brancas e águas claras, ornadas por coqueiros. Na ilha existe uma excelente estrutura de entretenimento, com muitos bares e restaurantes. O carnaval da cidade, tem sido cada vez mais procurado pelos visitantes.
A Marginal é sobejamente conhecida pelos inúmeros transeuntes que se passeiam e aí fazem desporto diariamente. Mais recentemente, algumas personagens do mundo dos media e publicidade têm tentado promover a marginal como um local hippie chique, se bem que duramente criticados pela população que sente repulsa por estas novas tendências, que são desajustadas ao significado da marginal. "Hippie chiques é para casamentos" dizia um frequentador da marginal em off e em tom de desabafo.

## Estrutura urbana
Devido ao grande crescimento populacional vivido pela cidade, o preço da terra/terreno aumentou e os musseques da cidade estenderam-se até próximo da fronteira de cidades como Viana. Apenas 20% da cidade tem água e saneamento básico e apenas 30% das casas têm água corrente.

### Transportes

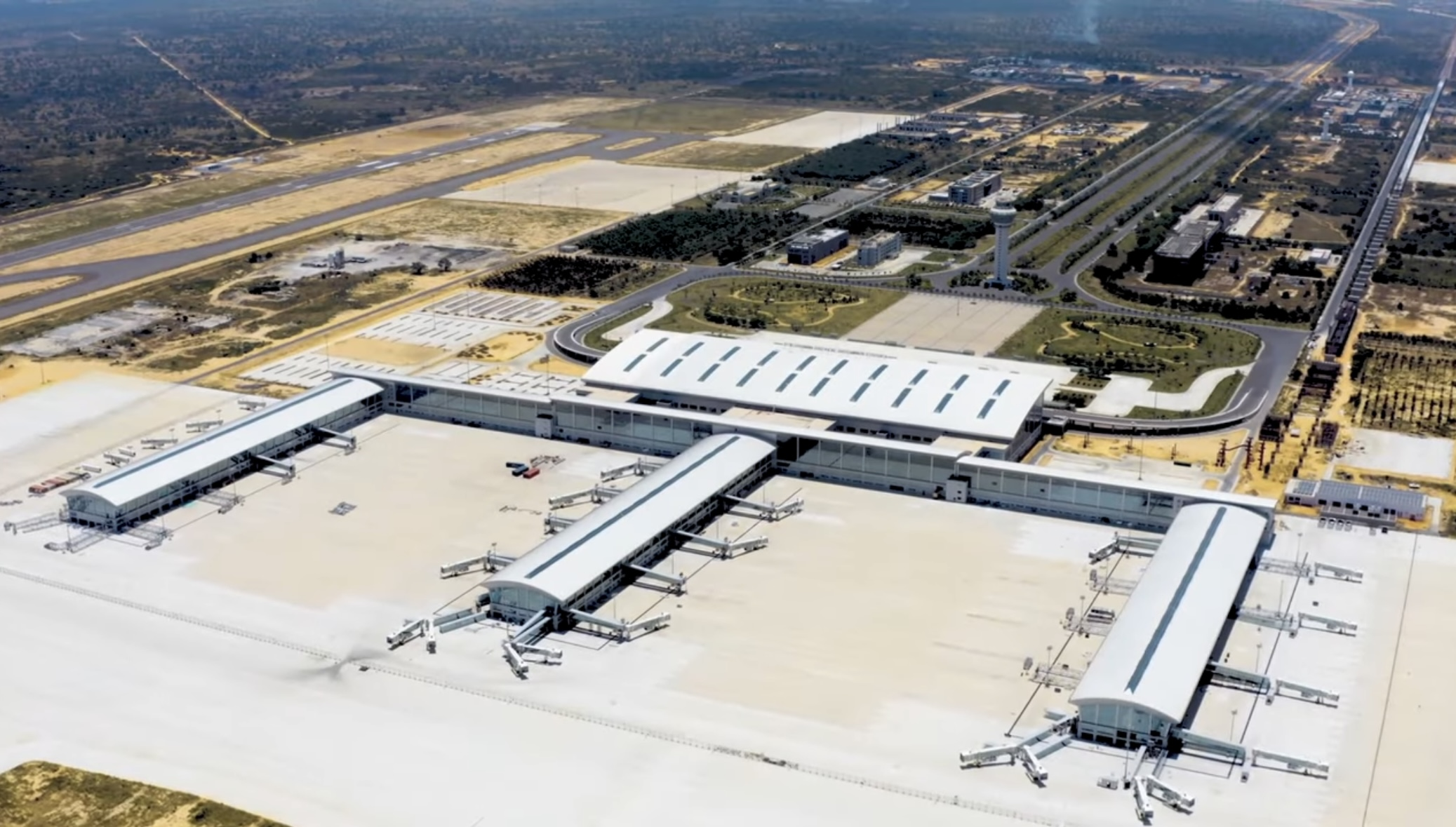
Aeroporto Internacional Dr. António Agostinho Neto

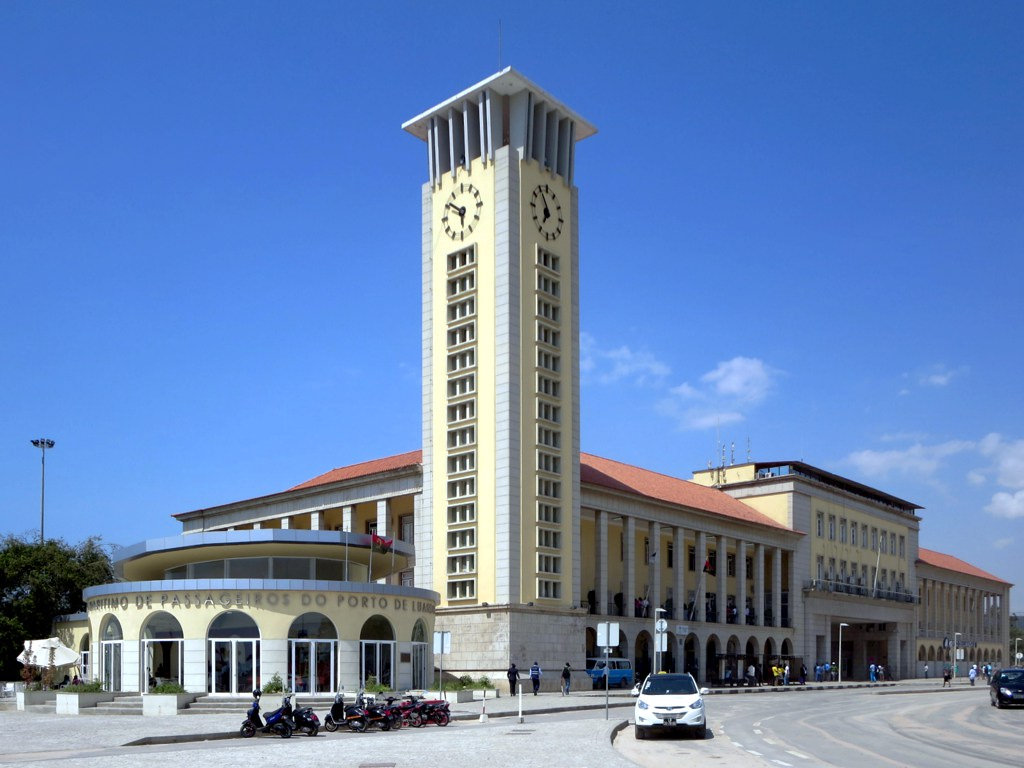
Terminal Marítimo de Passageiros.

Luanda é o ponto de partida do Caminho de Ferro de Luanda que serve o interior a leste da cidade, sem no entanto atingir a fronteira da República Democrática do Congo. A estação do Bungo localiza-se no centro da cidade e é servida por comboios suburbanos que se destinam a Catete. Os comboios de médio e longo curso para o Dondo e Malanje partem da estação dos Musseques.
O principal sistema de transporte no interior da cidade são os candongueiros, que são táxis coletivos compostos por carrinhas pintadas de azul e branco e que se caracterizam por uma grande informalidade e precariedade no seu funcionamento. É uma frota igualmente envelhecida e, logo, também muito poluente. Por essas e outras razões, está de momento a ser planeado um sistema de Metro de Superfície que deverá aliviar o problema da mobilidade.
As principais vias de ligação rodoviária são a EN-100 que a liga ao norte da nação, em Massabi (Cabinda), e ao sul no Parque Nacional do Iona (Namibe), e; a EN-230 (ou Estrada do Catete), que a liga a Nadalatando, Malanje e Saurimo, permitindo acesso igualmente ao Dondo. Outra rodovia importante é a Via Expressa Fidel Castro (antiga Via Expressa Cabolombo-Viana-Cacuaco), que na verdade é um anel viário da região de Luanda.
Luanda possui dois complexos portuários: o principal, o porto de Luanda, é o maior porto de longa distancia de Angola, terminal de embarque e desembarque para todos os tipos de cargas, e; o menor, o porto de Capossoca, basicamente especializado no embarque de passageiros.
A cidade é servida pelo Aeroporto Internacional 4 de Fevereiro, o maior e mais movimentado da nação, e um dos mais movimentados do continente. Liga Luanda a quase toas as capitais provinciais angolanas, bem como às grandes cidades africanas e do resto do mundo. Na brevidade deverá ser servida também pelo Aeroporto Internacional Dr. António Agostinho Neto.

### Saúde

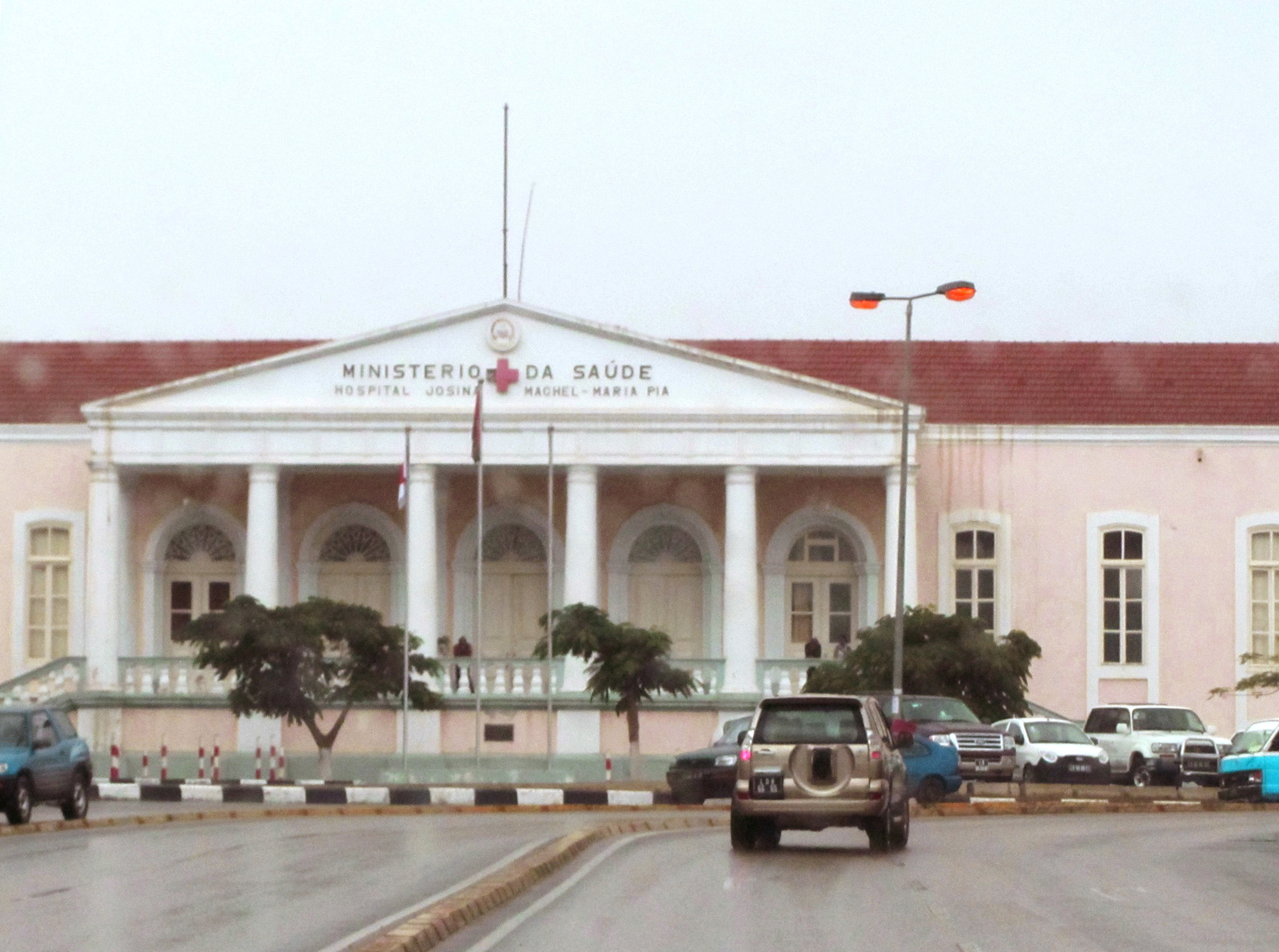
Hospital Josina Machel.

Luanda conta com vários hospitais como o Hospital Josina Machel, ex-Hospital Maria Pia (Maianga), o Hospital Américo Boavida (Rangel), o Hospital Militar (Maculusso), o Hospital de Queimados Neves Bendinha, a Clínica Girassol (Maianga, propriedade da petrolífera Sonangol), a Clínica Multiperfil (Morro Bento), a Clínica Sagrada Esperança (Ingombota e Talatona, propriedade da Empresa Nacional de Diamantes).
Nos últimos anos, os principais hospitais públicos da capital têm vindo a ser reformados e reequipados, tendo sido construídos mais de 50 postos de saúde em bairros da periferia.

### Educação

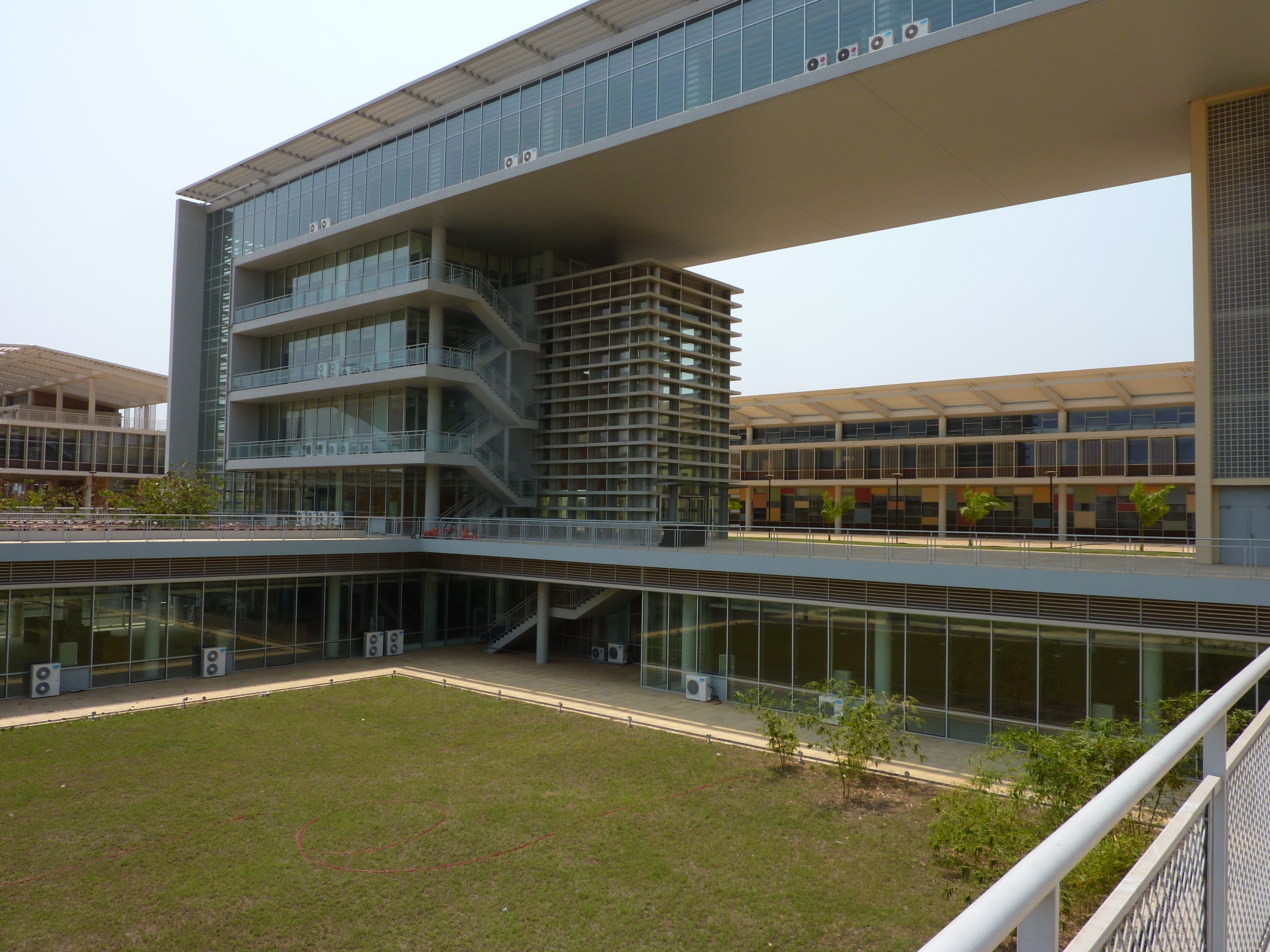
Campus da Universidade Agostinho Neto no município de Talatona, na província de Luanda.

Luanda abriga um número considerável de universidades sendo o principal pólo universitário do país. Em 2008 foi lançado o projecto da Cidade Universitária que abrigará o primeiro Parque Científico e Tecnológico de Angola. O projecto do parque é voltado para o sector da Tecnologia da Informação.
- Universidade Agostinho Neto (UAN) — maior e mais antiga universidade pública angolana,[88][nota 2] desde a construção da Cidade Universitária da Universidade Agostinho Neto (campus-sede), no município de Talatona, passou a concentrar basicamente polos em Luanda;
- Instituto Superior de Ciências da Educação de Luanda — instituição pública que oferece principalmente licenciaturas; actualmente sua sede e principal campus estão no município vizinho de Belas, mantendo somente um polo em Luanda;
- Instituto Superior para as Tecnologias da Informação e Comunicação — instituição pública vocacionada às tecnologias e engenharias;
- Magistério Mutu-ya-Kevela — instituição pública que oferece ensino médio-técnico e formação de professores;

Existem ainda as universidades privadas, como a Universidade Metodista de Angola, a Universidade Lusíada de Angola e a Universidade Independente de Angola, além daquelas localizadas na província de Luanda. Foi ainda anunciada pela Arábia Saudita a intenção de constituir uma Universidade Islâmica.

## Cultura
A característica cosmopolita de Luanda faz da cidade um ponto de encontro de todas as matizes e manifestações étnico-linguísticas, religiosas, artísticas, musicais, gastronômicas e folclóricas angolanas e até mesmo africanas. Soma-se a isso o imenso patrimônio arquitetónico e histórico, herança das diversas eras de ocupação a que enfrentou.

### Museus e património

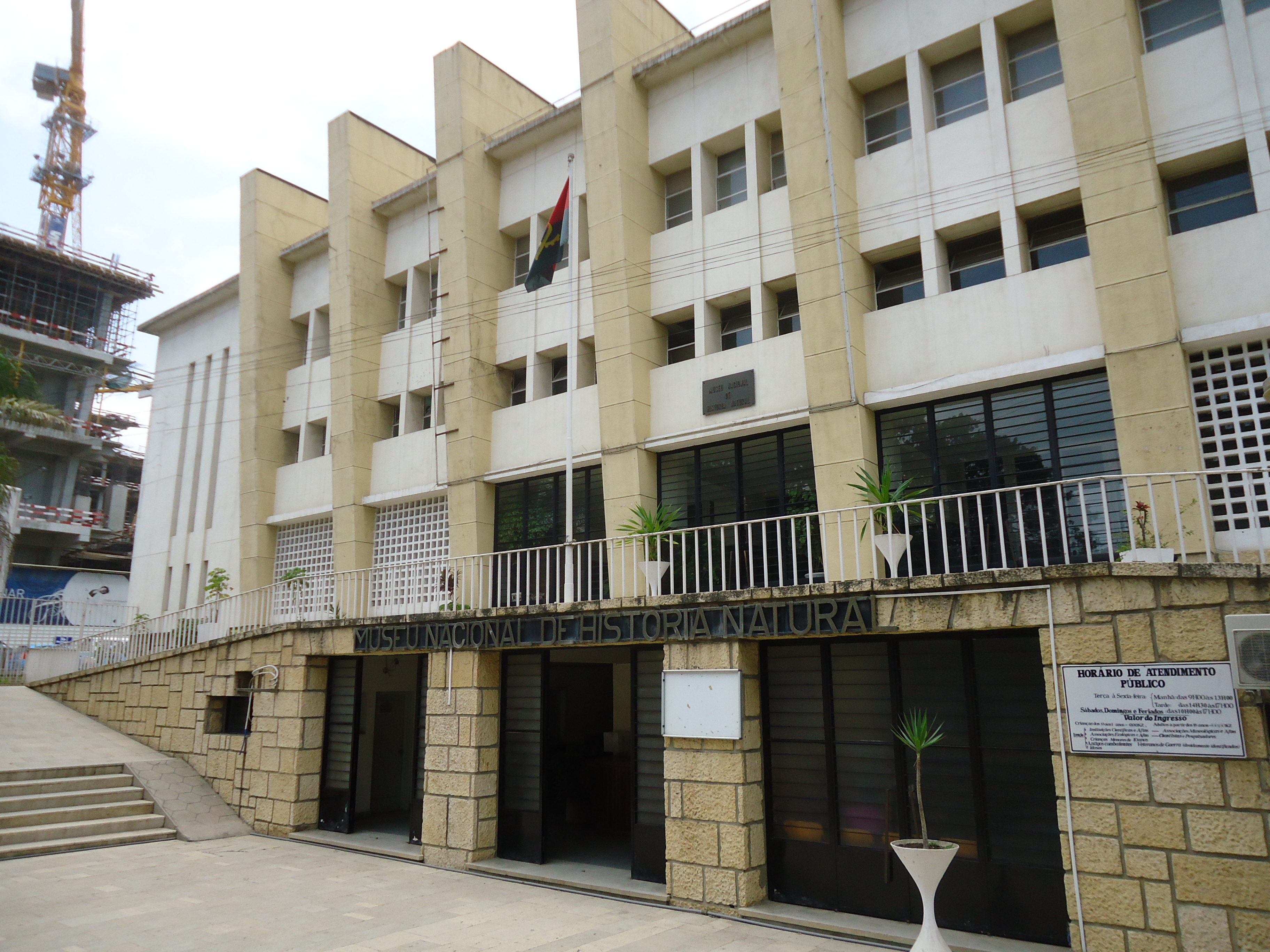
Museu Nacional de História Natural.

Entre os museus do país, Luanda abriga o Museu Nacional da Escravatura, o Museu Nacional de Antropologia, o Museu das Forças Armadas, o Museu Nacional de História Natural de Angola, o Museu de São Pedro da Barra, o Memorial Dr. António Agostinho Neto (ou Foguetão) e o Palácio de Ferro. A Fortaleza de São Pedro da Barra de Luanda e a Fortaleza de São Miguel de Luanda também são considerados museus.
No património arquitetónico edificado, destacam-se a Biblioteca Nacional de Angola, a Biblioteca do Governo Provincial de Luanda, o Arquivo Histórico de Angola e o Prédio do Baleizão; dentre a arquitetura religiosa sobressaem-se as igrejas da Sagrada Família, da Nossa Senhora do Cabo, de Nossa Senhora do Carmo, de Nossa Senhora da Conceição, de Nossa Senhora da Nazaré e a portentosa Sé Catedral de Luanda; além destas, existem os palácios da Assembleia Nacional de Angola, dos Congressos e o Presidencial de Angola.

### Manifestações culturais
A miscelânea étnica da população luandense reflete também na interação observada nos elementos culturais da cidade, donde as várias tradições dos diversos povos interagiram e tomaram características próprias na cidade. Essa mistura cultural observa-se nos pratos culinários bagre (de)fumado, calulu, quizaca, funge de bombó ou de milho, moamba galinha, mufete, magoga, chandula (ou sandes), feijão com óleo de palma, cabidela, além de refeições à base de chocos (lulas e polvos) e gambas (camarão); entre os doces, há a tradicional cocada, e entre as massas os pães a base de trigo, bombó ou de massango. O milho, o bombó (mandioca) e o feijão foram trazidos pelos portugueses das Américas, bem como os preparos a base de frango e galinha d'angola, como é o caso da cabidela; já o popular funge surgiu nas terras do Congo-Quinxassa, trazido pelos povos congos durante as guerras do século XX. Dos pratos, o que mais representa Luanda pela sua popularidade é o mufete, surgido e desenvolvido pelos povos luandenses.

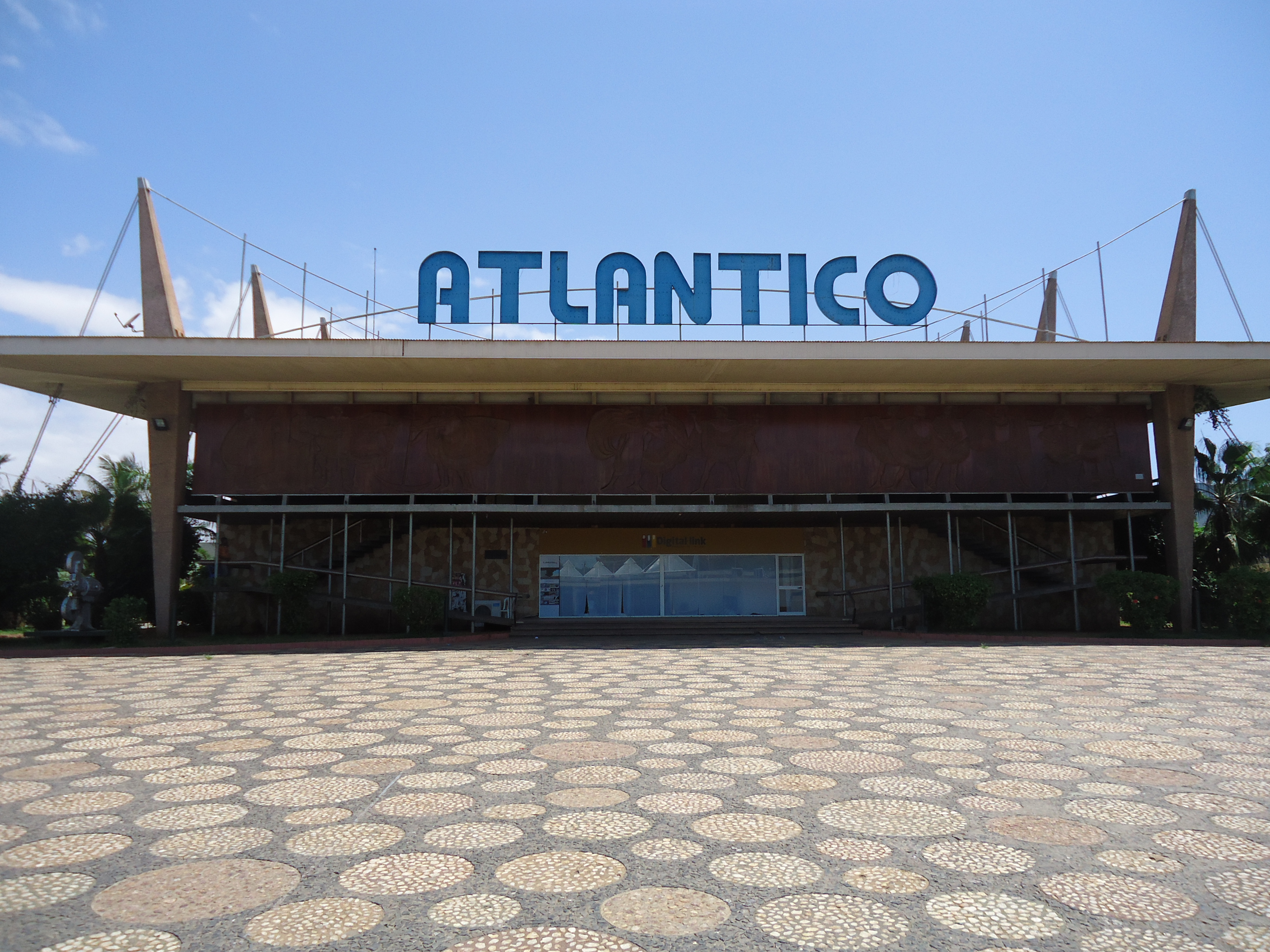
Cine Atlântico.

Nas manifestações artísticas musicais e de dança há o kizomba, o kuduro, o semba, o kazukuta, o rebita e o cabetula; o kuduro foi o primeiro género eminentemente angolano (e luandense) a torna-se popular mundialmente, enquanto que o rebita remonta às raízes da música e dança locais. Na literatura, Luanda possui vários nomes de relevo como romancistas, poetas, contistas e ensaístas, destacando-se: Chó do Guri, António Cardoso, António Gonçalves, Geraldo Bessa-Victor, António Jacinto, Arlindo Barbeitos, Isabel Ferreira, Arnaldo Santos, entre outros.
Dentre as festividades populares religiosas as de maior dimensão em Luanda são as celebrações de São Paulo Apóstolo, de São Benedito e do Sagrado Coração de Jesus; além destas, há a Procissão do Corpo e Sangue de Jesus e a Procissão das Velas de Nossa Senhora de Fátima. Há também a importante festa da Quianda, de tradição banta, realizada em novembro, uma semana antes da Procissão de Nossa Senhora do Cabo, que possuem forte relação sincrética. As festas católicas estão sob coordenação da Arquidiocese de Luanda.
Têm destaque na cultura da cidade diversos teatros, tais como Teatro Municipal de Luanda, Teatro Elinga e Teatro Avenida, donde encenam-se obras locais e regionais, sendo o grande centro desta natureza no país. Dentre as construções dedicadas ao cinema, há o icônico Cine Atlântico.

#### Desportos

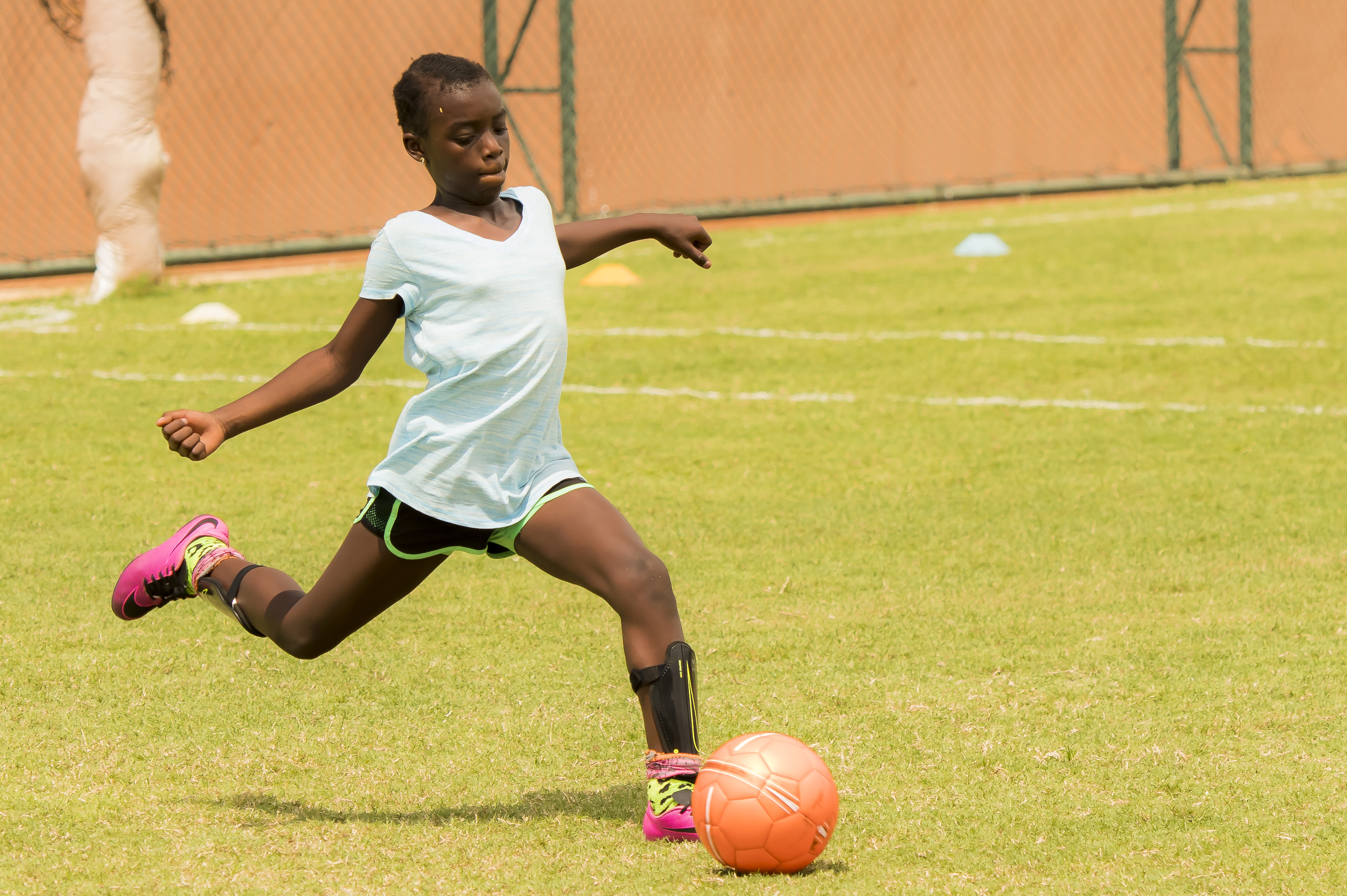
Menina jogando futebol em Luanda, em 2017; o futebol é a prática desportiva mais popular luandense.

O futebol é o desporto mais popular de Luanda, seguida das práticas de caminhada e corrida de rua; a cidade inclusive tem uma versão da famosa Corrida de São Silvestre. Entre as equipas multidesportivas da cidade, o Petro de Luanda é a que tem maior torcida. Outros clubes importantes são o Clube Desportivo Primeiro de Agosto, o Grupo Desportivo Interclube e o Atlético Sport Aviação. Os estádios mais importantes de Luanda são o Estádio da Cidadela, o Estádio dos Coqueiros e o Estádio Joaquim Dinis. O Estádio Nacional 11 de Novembro, o maior do país, fica nas proximidades de Luanda, no município vizinho de Talatona. No Campeonato do mundo de futebol de 2006 a Selecção Angolana de Futebol era composta por mais da metade de jogadores naturais de Luanda.
Outro destaque do desporto é o automobilismo devido ao facto de ficar situado na cidade o Autódromo de Luanda, inaugurado em 1972. O Clube Naval de Luanda também tem grande importância para o desporto da cidade por ser um dos clubes mais antigos da cidade e um dos mais antigos clubes náuticos de África, fundado a 23 de maio de 1883, bem como o antigo Clube Desportivo Nun'Alvares (actual Clube Náutico da Ilha de Luanda), fundado a 28 de fevereiro de 1924 que ainda hoje continua a ser o clube náutico mais representativo da cidade. Por ser a capital do país é sede de diversas organizações desportivas nacionais de Angola, como o Comité Olímpico Angolano e várias federações.
Nos últimos tempos o hóquei em patins tem ganho bastante destaque em Luanda. Em 2013 a cidade sediou em conjunto com a cidade do Namibe (hoje Moçâmedes) o Campeonato do Mundo de Hóquei em Patins, o primeiro do género em África.